# Merlimont
Merlimont est une commune française située dans le département du Pas-de-Calais en région Hauts-de-France. Elle est membre de la communauté d'agglomération des Deux Baies en Montreuillois et fait partie de l'unité urbaine, de l'aire d'attraction des villes, de la zone d'emploi et du bassin de vie de Berck.
La commune de Merlimont (nom officiel depuis 1801) est située au sud-ouest du département du Pas-de-Calais à 5 km, à vol d'oiseau, au nord de la commune de Berck. C’est une commune de type ceinture urbaine, appartenant à l’unité urbaine de Berck, avec une population de 3 348 habitants au dernier recensement de 2022. La commune est constituée de deux parties : Merlimont centre, appelé aussi Merlimont village et de la station balnéaire de Merlimont-Plage à l'ouest.
La commune possède les plus hautes dunes de la région naturelle du Marquenterre, qui culminent à près de 50 mètres.
Le territoire communal est riche de trois espaces protégés et gérés, de cinq ZNIEFF et de quatre sites Natura 2000.
Douze constructions, essentiellement des villas, sont inscrites au patrimoine architectural du ministère de la Culture.

## Géographie

### Localisation
Merlimont est située au sud-ouest du département du Pas-de-Calais, sur la Côte d'Opale, entre Le Touquet-Paris-Plage et Berck, à 41 km au sud de Boulogne-sur-Mer ainsi qu'à environ 12 km de Montreuil-sur-Mer, 73 km de Calais, 92 km d'Arras, 144 km de Lille et 224 km de Paris par la route.
La commune, située sur les rivages de la Manche, entre les baies de Canche et d'Authie, est aussi une station balnéaire de la Côte d'Opale, qualificatif dû à la couleur donnée par les reflets irisés du soleil couchant sur la mer. C'est Édouard Lévêque, peintre, écrivain, botaniste et membre de la société académique du Touquet-Paris-Plage, qui est l'inventeur de cette appellation en 1911 de la Côte d'Opale.
La commune est répartie sur deux sites : « la Plage » à l'ouest et « le Village » à l'est. Elle fait partie de la région naturelle du Marquenterre.
Le territoire de la commune est limitrophe de ceux de six communes et, à l'ouest, de la Manche.
Les communes limitrophes sont Cucq, Berck, Airon-Notre-Dame, Rang-du-Fliers, Saint-Aubin et Saint-Josse.

### Géologie et relief

#### Superficie et relief
La superficie de la commune est de 21,49 km2 ; son altitude varie de 3  à   47 mètres.

#### Géologie

Merlimont au sud-ouest du bassin de la Canche.

La commune bénéficie de la présence d'un vaste massif dunaire, considéré comme l'un des plus beaux de France et certaines dunes culminent à près de 50 mètres, comme celle, proche de la plaine du Croc Neuf, qui culmine à 47 mètres. Ce massif dunaire supporte une mosaïque de milieux ouverts, plus ou moins secs ou humides jusqu'à un faciès forestier subnaturel et littoral. La forêt est en partie artificielle, plantée sur d'anciennes garennes. Le boisement, de résineux notamment, installé au début du XXe siècle, interagit avec la dune naturelle. Une partie du massif est en réserve biologique domaniale. Ce massif, qui a probablement beaucoup évolué au gré des avancées et reculs du trait de côte et des modulations du climat depuis la dernière période glaciaire, est un élément important de la trame verte et bleue française et régionale. Dans un contexte de changement climatique et de l'élévation du niveau de la mer, il joue aussi un rôle important en matière de lutte contre le recul du trait de côte du fait de l'érosion éolienne et marine. À cause du substrat sableux et de la proximité de l'océan, elle pourrait être plus vulnérable au changement climatique.

##### Descriptif du littoral
La commune de Merlimont est située sur un littoral, composé de paysage dunaires, de 30 kilomètres entre le sud d’Équihen-Plage et le nord de Berck.
On peut distinguer cinq grands types de milieux naturels qui sont, d’ouest en est, depuis la mer : les estrans et les estuaires, les cordons dunaires, la plaine humide des bas champs, les anciennes dunes plaquées sur les falaises et les falaises fossiles du rebord du plateau d’Artois.
Ces espaces dunaires occupent l’ensemble de la façade littorale sur une profondeur dans les terres (de l’ouest vers l’est) pouvant atteindre quatre kilomètres comme au niveau de la commune d'Étaples. On y observe des dunes nues et des dunes boisées artificiellement comme Hardelot et le Touquet-Paris-Plage.

##### Histoire de la formation du littoral
L’histoire des paysages dunaires et estuaires d’opale est une succession de transgressions et de régressions marines du bassin parisien.
Il y a 170 millions d’années, au Jurassique, le boulonnais est un golfe et le milieu de sédimentation assez proche d’aujourd’hui. À −90 millions d’années, la mer Crétacé envahit le continent et dépose d’épaisses couches de sédiments. À −45 millions d’années, l’anticlinal de l’Artois commence à se soulever et sépare définitivement le bassin parisien de celui de Londres-Bruxelles. Ce soulèvement crée les premières côtes à falaise. À −2,5 millions d’années, les littoraux de la mer du Nord et de la Manche sont au niveau des Pays-Bas et de la Normandie. À −500 000 ans, au Chibanien, le pas de Calais est ouvert, probablement lié à un effondrement de blocs entre des jeux de faille qui crée l’ouverture du détroit, créant une fosse entre les îles Britanniques et l’Europe. À −18 000 ans, lors de la dernière période glaciaire, le niveau de la mer était 130 mètres plus bas et le détroit était à sec. Puis survient, avec la fonte des glaces, la transgression flandrienne qui entraine l’élévation de la mer et l’inondation du détroit. C’est  partir de cette période que les dépôts sableux de la plaine maritime se mettent en place. À −10 000 ans, à l’Holocène, début du réchauffement, la mer est encore à environ 65 mètres au-dessous du niveau actuel. À −8 500 ans, la jonction entre la mer du Nord et la Manche est réalisée puis, il y a 5 000 ans, le niveau de la mer s’établit sensiblement au niveau actuel.
Ensuite recommence une évolution littorale des falaises et des marais littoraux, aboutissant par érosion et colmatage à la situation actuelle. Les dunes littorales forment un seul ensemble entre Équihen et le nord de la baie de la Canche. Elles continuent d’envahir, du Moyen Âge jusque récemment, le relief intérieur en constituant des dunes plaquées sur les falaises fossiles (collines d’Artois) et enfin, les résurgences de sources au pied des coteaux, qui proviennent de la nappe de craie, sont à l’origine de nombreux ruisseaux et zones humides dans les bas-champs.
La station balnéaire Merlimont-Plage est située sur cet espace dunaire.

##### Les bas-Champs
La zone humide arrière littorale appelée bas champs (4 à 5 mètres d’altitude) occupent une bande étroite, d’est en ouest, de 3 kilomètres et, du nord au sud, de 15 kilomètres, essentiellement situés entre Canche et Authie, bien que l’on trouve une étroite zone humide à l’arrière des dunes du nord d’Étaples. Ces marais arrières-littoraux font partie des deux vallées fluviales, comme au niveau de la Canche avec une importante zone humide entre Étaples et Montreuil-sur-Mer. Elles recueillent les eaux des collines de l’est, résurgences de la nappe de la craie. Ces eaux trouvent leur chemin entre les dunes infranchissables et les falaises fossiles, et qui, comme la grande Tringue, vont se jeter dans la Canche. Ces zones humides et marais constituent une zone de nourrissage pour les oiseaux migrateurs utilisant le rail littoral, comme les marais de Balençon de Merlimont.
La commune de Cucq est située le long de ces bas champs, comme l'est la route départementale D 940.

#### Site géologique
Le territoire de la commune se situe sur un site géologique : les dunes "picardes" de Merlimont-Berck, classées trois étoiles, d'une superficie de 13 km2. Le site se compose de deux cordons dunaires, allongés nord-sud parallèlement à la côte. Ils sont séparés par une vaste dépression sableuse, plus ou moins humide selon les fluctuations de la nappe superficielle alimentée par les précipitations, elle-même reliée à la nappe plus profonde de la craie.

### Hydrographie
Le territoire de la commune est situé dans le bassin Artois-Picardie.
Le territoire communal est drainé par trois cours d'eau :
- la rivière la Grande Tringue, d'une longueur de 12,7 km, qui prend sa source sur le territoire de la commune d'Airon-Saint-Vaast[18] ;
- la Petite Tringue, d'une longueur de 7,30 km[19] ;
- un cours d'eau au toponyme hydrographique inconnu, d'une longueur de 6,8 km[20] ;
- le Bras d'or, d'une longueur de 4,09 km qui prend sa source et se jette dans la Grande Tringue au niveau de la commune de Saint-Josse[21].

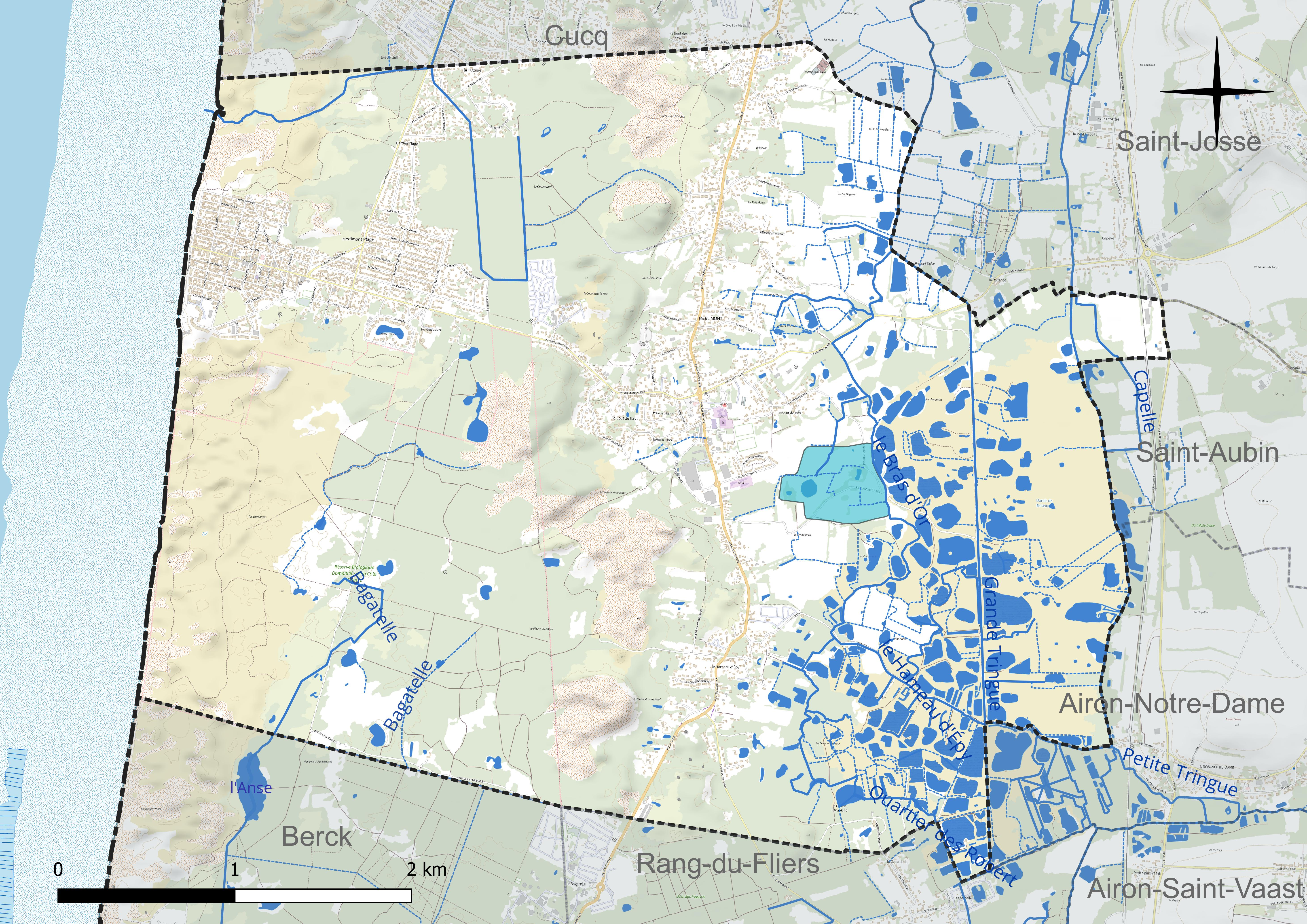
Réseau hydrographique de Merlimont.

### Climat
Pour des articles plus généraux, voir Climat des Hauts-de-France et Climat du Pas-de-Calais.
En 2010, le climat de la commune est de type climat océanique franc, selon une étude du CNRS s'appuyant sur une série de données couvrant la période 1971-2000. En 2020, Météo-France publie une typologie des climats de la France métropolitaine dans laquelle la commune est exposée à un climat océanique et est dans la région climatique Côtes de la Manche orientale, caractérisée par un faible ensoleillement (1 550 h/an) ; forte humidité de l’air (plus de 20 h/jour avec humidité relative > 80 % en hiver), vents forts fréquents.
Pour la période 1971-2000, la température annuelle moyenne est de 10,6 °C, avec une amplitude thermique annuelle de 12,8 °C. Le cumul annuel moyen de précipitations est de 810 mm, avec 12,4 jours de précipitations en janvier et 8 jours en juillet. Pour la période 1991-2020, la température moyenne annuelle observée sur la station météorologique la plus proche, située sur la commune du Touquet-Paris-Plage à 7 km à vol d'oiseau, est de 11,2 °C et le cumul annuel moyen de précipitations est de 888,8 mm,. Pour l'avenir, les paramètres climatiques de la commune estimés pour 2050 selon différents scénarios d'émission de gaz à effet de serre sont consultables sur un site dédié publié par Météo-France en novembre 2022.

### Paysages
La commune s'inscrit dans le « paysage des dunes et estuaires d’Opale » tel que défini dans l’atlas des paysages de la région Nord-Pas-de-Calais, conçu par la direction régionale de l'Environnement, de l'Aménagement et du Logement (DREAL),.
Ce paysage, qui concerne 23 communes, s’étend le long de la côte sur environ 30 kilomètres, de la baie d’Authie à Équihen-Plage, et sur deux à quatre kilomètres de large. Les paysages des dunes et des estuaires cèdent la place aux abrupts des falaises, au niveau d’Equihen-Plage. Les dunes littorales se sont constituées récemment, depuis le Moyen Âge, et ont envahi le relief intérieur en constituant des dunes plaquées sur les falaises fossiles, spécificité locale. Les résurgences de sources au pied de ces falaises proviennent de la nappe de la craie et sont à l’origine de nombreux ruisseaux et zones humides dans les Bas-Champs, surtout visibles entre Étaples et Rang-du-Fliers.
Ce paysage des dunes et estuaires d’Opale est constitué : d’un peu plus de 40% de dunes et de plages, dont 28% d’espaces dunaires, dont certains sont boisés comme à Hardelot-Plage et au Touquet-Paris-Plage ; de 22 et 25% au niveau de la baie d’Authie et des Bas Champs, Bas Champs majoritairement en prairies ; de 20% par les communes et d’un peu plus de 5% par les cours d’eau et les marais arrière-littoraux, entre Merlimont et Rang-du-Fliers, comme le marais de Balançon défini réseau Natura 2000.

### Milieux naturels et biodiversité

#### Milieux naturels

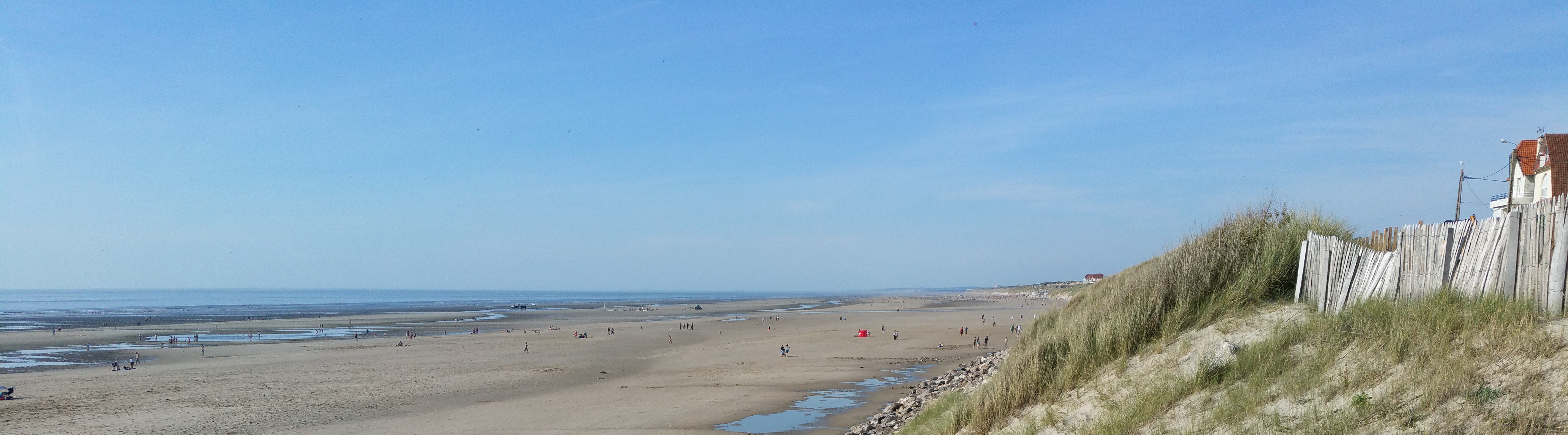
La plage en direction de Stella-Plage.

La commune bénéficie d'une ouverture sur la Manche : la plage part du sud de Stella-Plage jusqu'au nord de Berck. C'est une plage, bordée de dunes, d'environ trois kilomètres d'un sable très fin, sur laquelle se sont développées depuis plus d'un siècle les activités du char à voile. Compte tenu de son orientation ouest, le soleil couchant offre de magnifiques étendues de lumière rougeoyante sur plusieurs kilomètres.
À la suite du recul du trait de côte depuis plusieurs décennies, des travaux sont prévus en 2021 afin de limiter ce recul au moyen d'enrochement et de pose transversale de pieux en bois puis la plage sera rechargée en sable. Ces épis permettront d'interrompre le transit littoral et donc de conserver le sable sur la plage.

#### Espaces protégés et gérés
La protection réglementaire est le mode d’intervention le plus fort pour préserver des espaces naturels remarquables et leur biodiversité associée.
Dans ce cadre, la commune fait partie de trois espaces protégés :
- deux terrains acquis par le Conservatoire du littoral : 
  - les dunes de Berck, d'une superficie de 314,314 hectares[32] ;
  - les dunes de Stella Merlimont, d'une superficie de 105 hectares[33].
- la réserve biologique dirigée la Côte d'Opale d’une superficie de 455,355 hectares. Terrain géré par l’Office national des forêts (ONF)[34].

#### Zones naturelles d'intérêt écologique, faunistique et floristique
L’inventaire des zones naturelles d'intérêt écologique, faunistique et floristique (ZNIEFF) a pour objectif de réaliser une couverture des zones les plus intéressantes sur le plan écologique, essentiellement dans la perspective d’améliorer la connaissance du patrimoine naturel national et de fournir aux différents décideurs un outil d’aide à la prise en compte de l’environnement dans l’aménagement du territoire.
Le territoire communal comprend cinq ZNIEFF de type 1 :
- les prairies humides de la Grande Tringue, d'une superficie de 267 hectares et d'une altitude variant de 1  à   10 mètres[35] ;
- les dunes de Merlimont, d'une superficie de 1 435 hectares et d'une altitude variant de −3  à   +46 mètres[36],[37] ;
- le marais de Balançon, d'une superficie de 784 hectares et d'une altitude variant de 0  à   20 mètres. Ce site appartient à un ensemble des tourbières arrière-littorales s’étendant sur de vastes surfaces de part et d’autre de l’Authie[38] ;
- le communal de Merlimont, d'une superficie de 220 hectares et d'une altitude variant de 9  à   40 mètres[39] ;
- les dunes de Stella-Plage, d'une superficie de 236 hectares et d'une altitude variant de −3  à   +33 mètres[40].

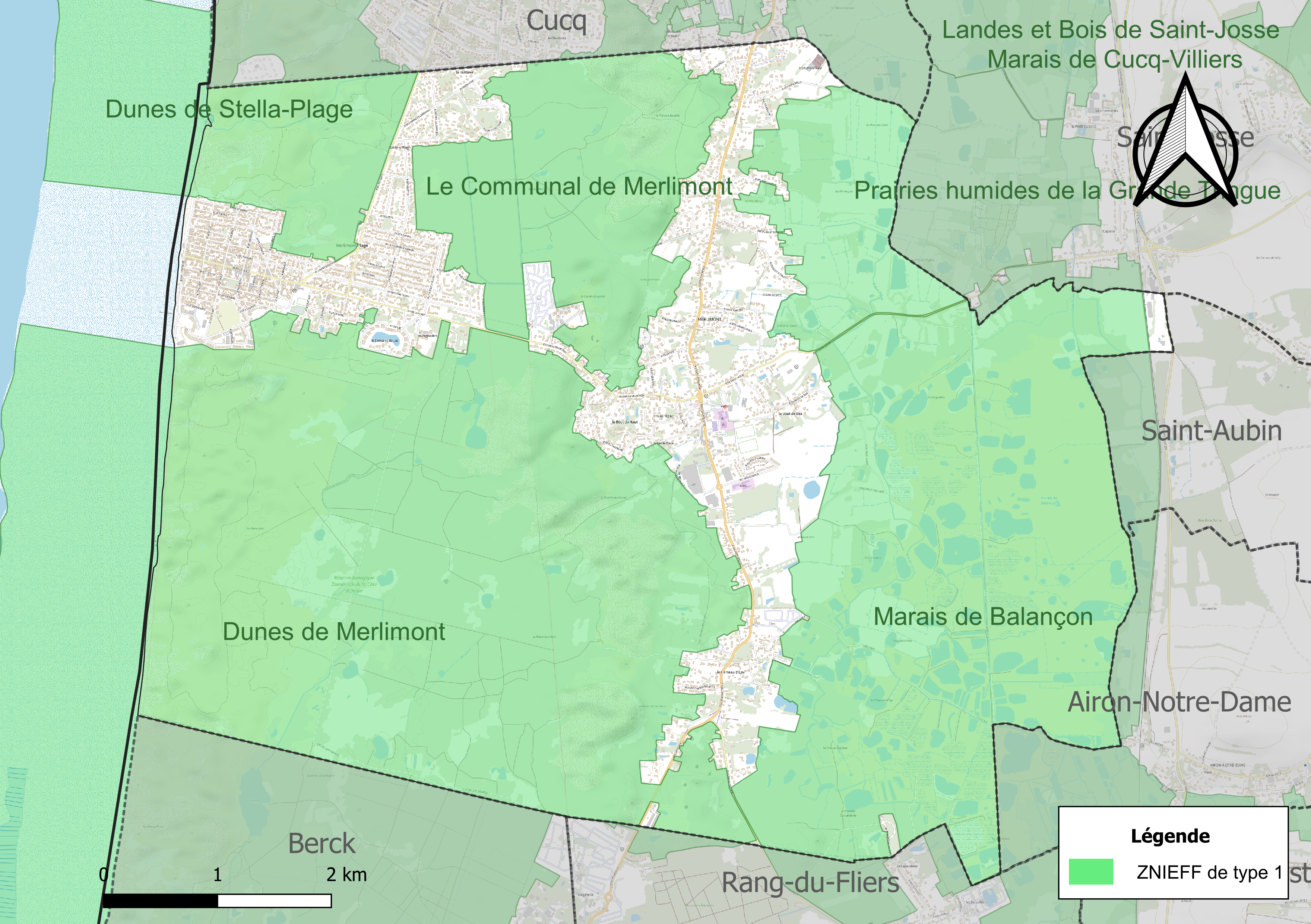
Carte des ZNIEFF sur la commune.

#### Sites Natura 2000
Le réseau Natura 2000 est un réseau écologique européen de sites naturels d’intérêt écologique élaboré à partir des directives « habitats » et « oiseaux ». Ce réseau est constitué de zones spéciales de conservation (ZSC) et de zones de protection spéciale (ZPS). Dans les zones de ce réseau, les États membres s'engagent à maintenir dans un état de conservation favorable les types d'habitats et d'espèces concernés, par le biais de mesures réglementaires, administratives ou contractuelles.
Sur la commune, deux sites Natura 2000 de type A sont définis en zone de protection spéciale (ZPS) :
- Les dunes de Merlimont, au sud de la commune, classé en 2006[42] ;
- Les marais de Balençon, à l'est de la commune, classé en 1991[43].

et deux sites Natura 2000 de type B définis en site d'importance communautaire (SIC) :
- les dunes et marais arrière-littoraux de la plaine maritime picarde[44] ;
- la baie de la Canche et le couloir des trois estuaires, d’une superficie de 333,06 km2 et d'une altitude variant de −23  à   0 mètres. Ce site se délimite à partir du trait de côte, s'étend jusqu'à la limite des trois milles nautiques, limité au sud par le phare d'Ault et au nord par le village de Sainte-Cécile, sur la commune de Camiers[45].

#### Biodiversité
L'inventaire national du patrimoine naturel permet de découvrir les espèces présentes, les espèces protégées ainsi que le statut biologique (indigène, introduite dont envahissante…) des espèces recensées sur la commune de Preures.

## Urbanisme

### Typologie
Au 1er janvier 2024, Merlimont est catégorisée ceinture urbaine, selon la nouvelle grille communale de densité à sept niveaux définie par l'Insee en 2022.
Elle appartient à l'unité urbaine de Berck, une agglomération intra-départementale regroupant sept  communes, dont elle est une commune de la banlieue,,. Par ailleurs la commune fait partie de l'aire d'attraction de Berck, dont elle est une commune de la couronne,. Cette aire, qui regroupe 19 communes, est catégorisée dans les aires de moins de 50 000 habitants,.
La commune, bordée par la Manche, est également une commune littorale au sens de la loi du 3 janvier 1986, dite loi littoral. Des dispositions spécifiques d’urbanisme s’y appliquent dès lors afin de préserver les espaces naturels, les sites, les paysages et l’équilibre écologique du littoral, tel le principe d'inconstructibilité, en dehors des espaces urbanisés, sur la bande littorale des 100 mètres, ou plus si le plan local d’urbanisme le prévoit.

### Occupation des sols
L'occupation des sols est marquée par l'importance des espaces forestiers, des zones humides et des milieux à végétation arbustive ou herbacée (58,3 %). La répartition détaillée ressortant de la base de données européenne d'occupation biophysique des sols Corine Land Cover millésimée 2018 est la suivante : forêts (22 %), zones humides intérieures et côtières (20,6%), milieux à végétation arbustive ou herbacée (15,7 %), zones urbanisées (14,7 %), espaces ouverts, sans ou avec peu de végétation (12,6 %), prairies (9,8 %), zones agricoles hétérogènes (4 %), terres arables (0,6 %). L'évolution de l’occupation des sols de la commune et de ses infrastructures peut être observée sur les différentes représentations cartographiques du territoire : la carte de Cassini (XVIIIe siècle), la carte d'état-major (1820-1866) et les cartes ou photos aériennes de l'IGN pour la période actuelle (1950 à aujourd'hui).

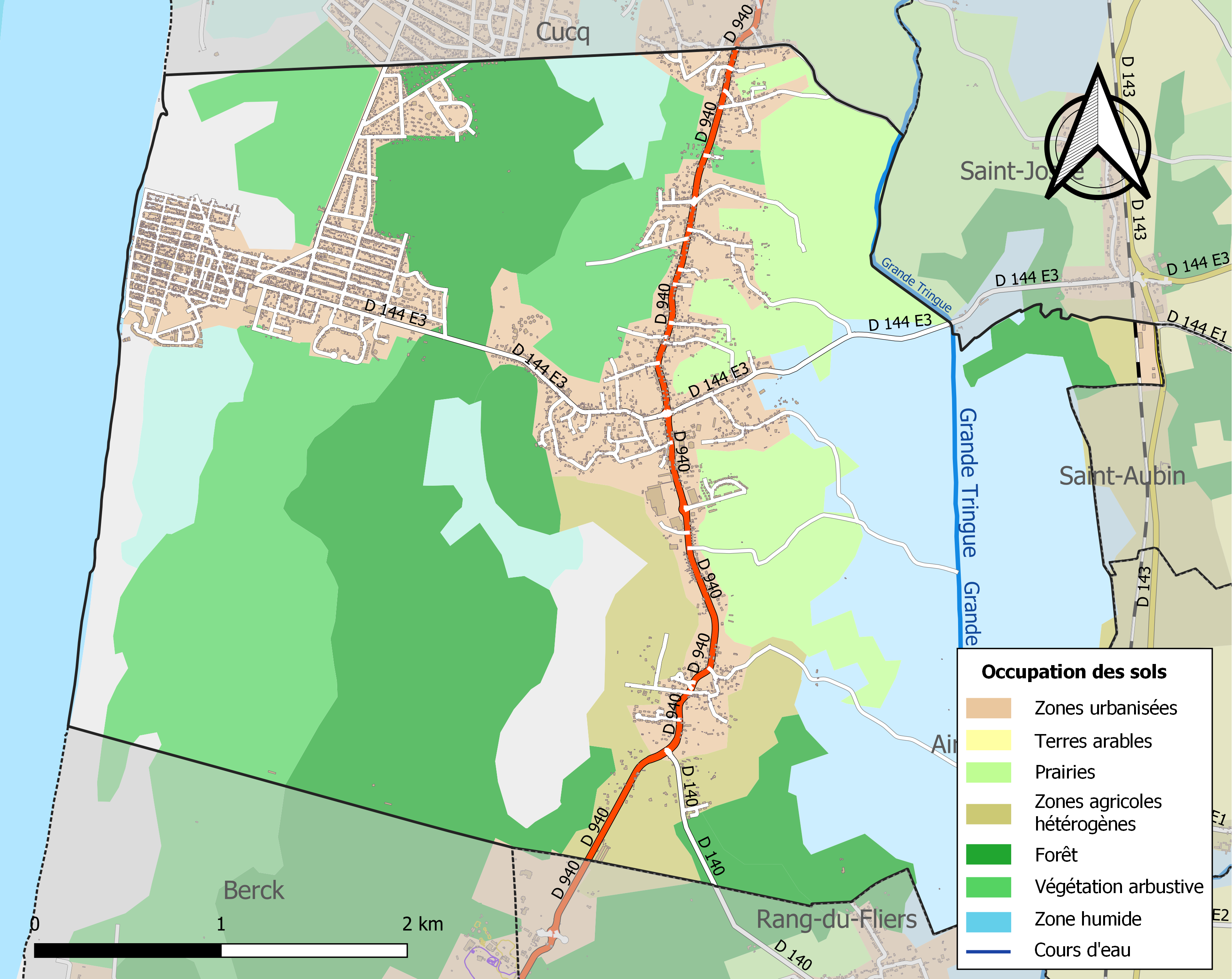
Carte des infrastructures et de l'occupation des sols de la commune en 2018 (CLC).

### Lieux-dits, hameaux et écarts
La commune est constituée de trois parties : Merlimont centre, appelé aussi Merlimont village ou bourg, de la station balnéaire de Merlimont-Plage à l'ouest et du hameau d'Épy au sud.
Sur le territoire de la commune, on trouve les lieux-dits, à Merlimont centre, du nord au sud : le chemin de Cucq ; la plaine à baudets ; les prés Jean-Bart ; le moulin ; le communal ; les dix hagues ; les prés morus ; la pourière pâtis ; le chemin de la mer ; le croc Sergent ; le mont à l'épine ; le bout de bas ; le bout de haut ; les haguettes ; le chemin des vaches ; la canarderie ; la plaine Bouchard ; les grands pâtis ; la plaine du croc neuf ; les prés du seigneur et la grande canarderie, et sur Merlimont-Plage, toujours du nord au sud, la huttière ; Garden plage ; le domaine du lac et les Garennes.
Le hameau d'Epy, Espicq qui, sous l'Ancien Régime, dépendait de la paroisse d'Airon-Notre-Dame, semble avoir été rattaché à Merlimont entre 1790 et l'an II.
Par ordonnance royale du 16 mai 1836, le hameau de Capelle est distrait de Merlimont et rattaché à la commune de Saint-Josse.

### Logement
En 2021, le nombre total de logements dans la commune était de 5 255, alors qu'il était de 5 287 en 2015 et de 5 306 en 2010
, soit une diminution du nombre total de logements de -1 % depuis 2010.
Parmi ces 5 255 logements, 29,5 % étaient des résidences principales, (soit 1 552 logements), 67,7 % des résidences secondaires et 2,7 % des logements vacants. Ces logements étaient pour 66,5 % d'entre eux des maisons individuelles et pour 33,4 % des appartements.
Sur les 1 552 résidences principales, 74,2 % sont occupées par des propriétaires, 23,4 % par des locataires et 2,5 % par des personnes logées gratuitement.
Le tableau ci-dessous présente la typologie des logements à Merlimont en 2021 en comparaison avec celle du Pas-de-Calais et de la France entière. Une caractéristique marquante du parc de logements est ainsi une proportion de résidences secondaires et logements occasionnels (67,7 %) très supérieure à celle du département (6,5 %) et à celle de la France entière (9,7 %) ainsi que d'une proportion de logements vacants (2,7 %) inférieure à celle du département (7,3 %) et de la France entière (8,1 %).
| Typologie                                               | Merlimont | Pas-de-Calais | France entière |
| ------------------------------------------------------- | --------- | ------------- | -------------- |
| Résidences principales (en %)                           | 29,5      | 86,1          | 82,2           |
| Résidences secondaires et logements occasionnels (en %) | 67,7      | 6,5           | 9,7            |
| Logements vacants (en %)                                | 2,7       | 7,3           | 8,1            |

### Planification de l'aménagement
La loi SRU du 13 décembre 2000 a incité fortement les communes à se regrouper au sein d'un établissement public, pour déterminer les parties d'aménagement de l'espace au sein d'un schéma de cohérence territoriale (SCoT), un document essentiel d'orientation stratégique des politiques publiques à une grande échelle.
Le schéma de cohérence territoriale (SCOT) du pays maritime et rural du Montreuillois a été approuvé par délibération du 30 janvier 2014.
En matière de planification, la commune dispose d'un plan local d'urbanisme (PLU) approuvé le 12 mai 2011.
La Communauté d'agglomération des Deux Baies en Montreuillois (CA2BM) a engagé une démarche de planification de l’urbanisme à l’échelle de son territoire, sous la forme d’un PLU intercommunal (PLUi), en collaboration étroite avec les 46 communes. Le PLUi est un document de planification urbaine qui administre, à l’échelle des communes, les possibilités de construction et d’usage des sols. Il se substituera aux anciens documents d’urbanisme (PLU, POS, CC).
Le PLUI-H, regroupement du PLUi, plan local d'urbanisme intercommunal, et du PLH, programme local de l'habitat, traduit un projet commun de développement urbain et d’aménagement du territoire communautaire pour les 10-15 ans à venir. Il est bâti dans un objectif de développement durable et d’équilibre des espaces, de cohérence et d’optimisation des politiques publiques, visant à promouvoir une dynamique d’agglomération tout en préservant les spécificités de chaque commune.
Ce PLUI-H se déroule en 4 phases :
- Phase 1, 2019 à 2020, état des lieux, diagnostic et enjeux ;
- Phase 2, 2020 à 2022, projet d'aménagement et de développement durable ;
- Phase 3, 2022 à 2024, règlement et zonage :
- Phase 4, 2024 à 2025, avis des personnes publiques associées et enquêtes publiques[60].

### Projets d'aménagement
Au niveau de la commune, 2020 a vu l'achèvement de la première phase des travaux de la place de la Haye. La maison des associations a laissé place à un espace de stationnement végétalisé. 59 places ont été créées dont 2 pour les personnes à mobilité réduite à proximité du mail central et 2 permettant la recharge de véhicules hybrides électriques (VHE). Des sanitaires publics ont été installés. Cette zone est équipée de deux bornes pour le Wifi public.

### Voies de communication et transports

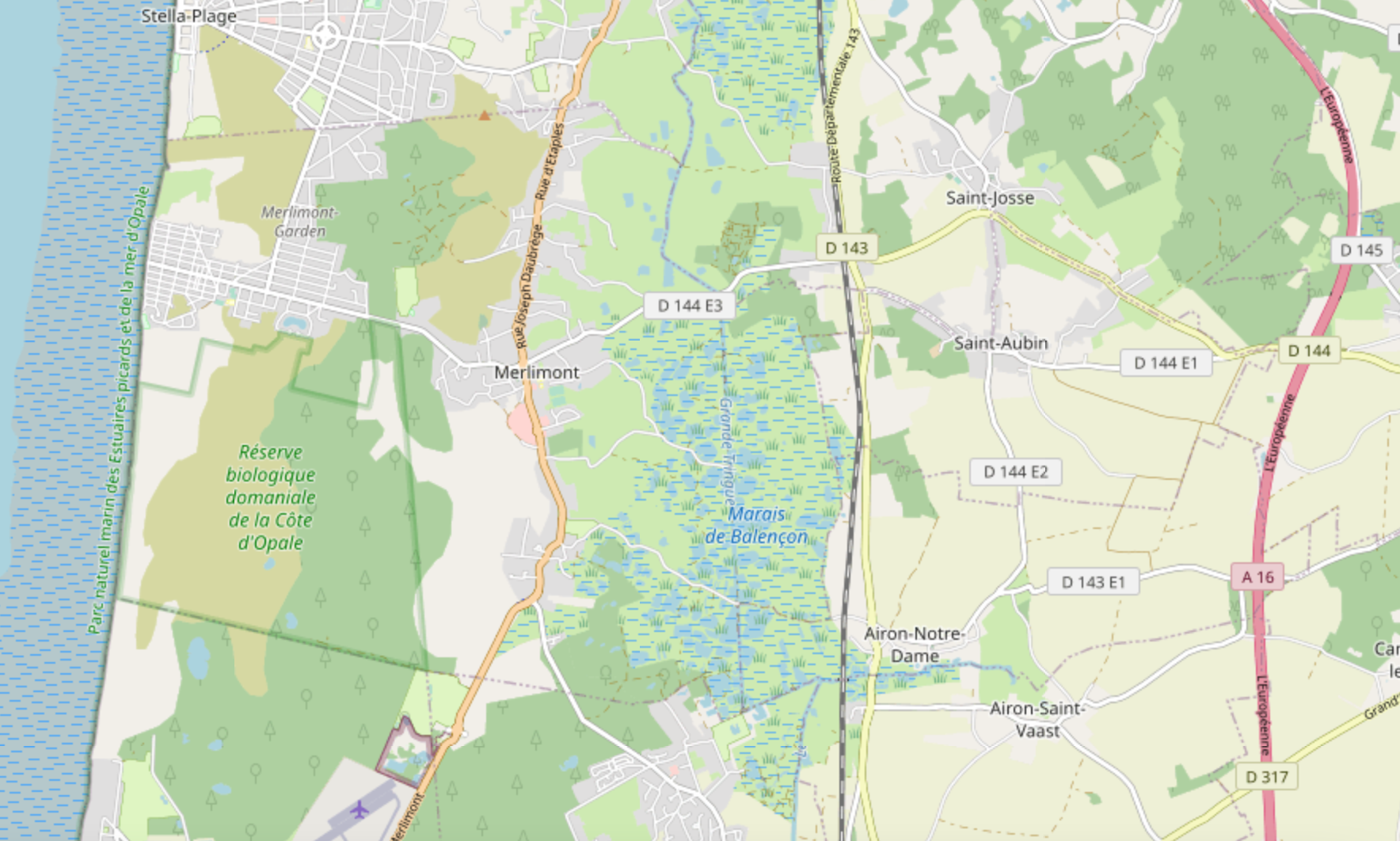
Merlimont (carte générale) - Voies de communication (routières et ferroviaire)

#### Voies de communication
La commune se situe sur la route départementale D 940 qui longe le littoral de Calais au nord à Berck au sud. La route départementale D 144 E3, venant de Saint-Josse, traverse d'est en ouest Merlimont jusqu'à la plage.
Les sorties no 25 et no 26 de l'autoroute A16, mise en service le 15 mai 1998, qui desservent la commune, desservent également les communes d'Étaples et de Rang-du-Fliers (trajet de 2 h 30 en venant du nord de Paris et 1 h 20 depuis Dunkerque).

#### Transport ferroviaire
La commune, située sur l'axe Paris-Amiens-Boulogne, qui est desservie par les réseaux TGV, TERGV (vers Calais et Lille) et TER est relié, par la ligne de bus 513, à la gare d'Étaples - Le Touquet et se trouve également à proximité de la gare de Rang-du-Fliers - Verton.
Au cours du premier quart du XXe siècle, de 1909 à 1929, une ligne de chemin de fer relie Berck à Paris-Plage, la commune de Merlimont dispose d'une gare sur la ligne.

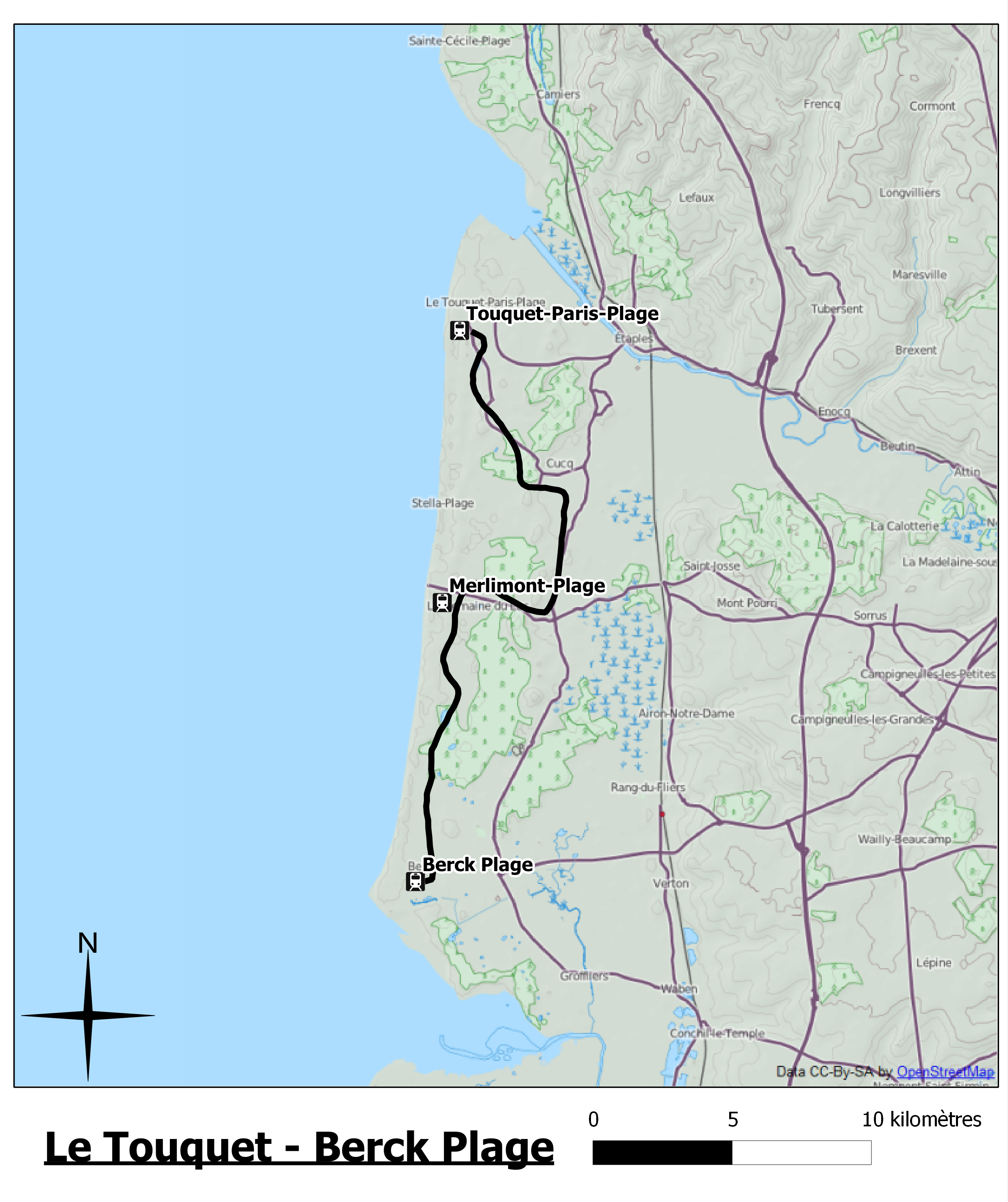
La ligne de Berck à Paris-Plage.
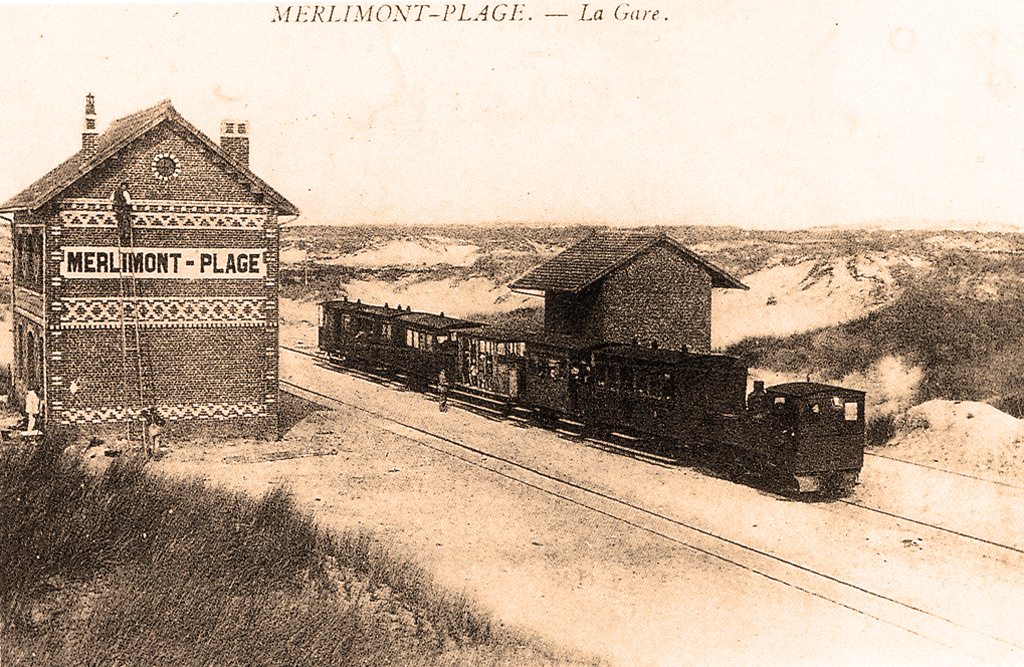
La gare de Merlimont.
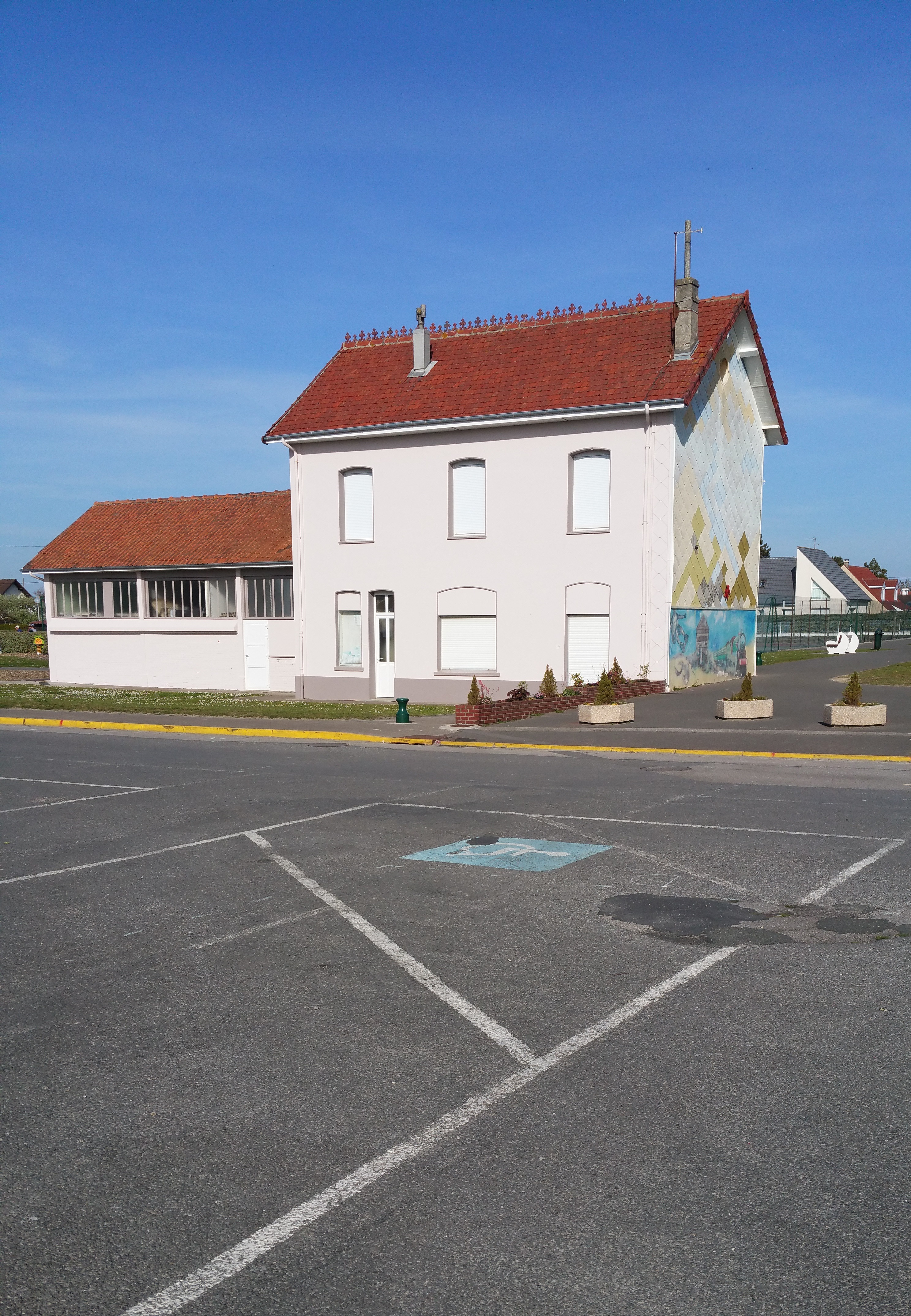
La gare aujourd'hui.

#### Transport aérien
La commune est située à proximité de l'aéroport du Touquet-Côte d'Opale situé à 10 km.

#### Transports en commun
La commune est desservie par les lignes 1A et 1B du réseau de transport de la communauté d'agglomération des Deux Baies en Montreuillois (CA2BM).

#### Voies de la commune

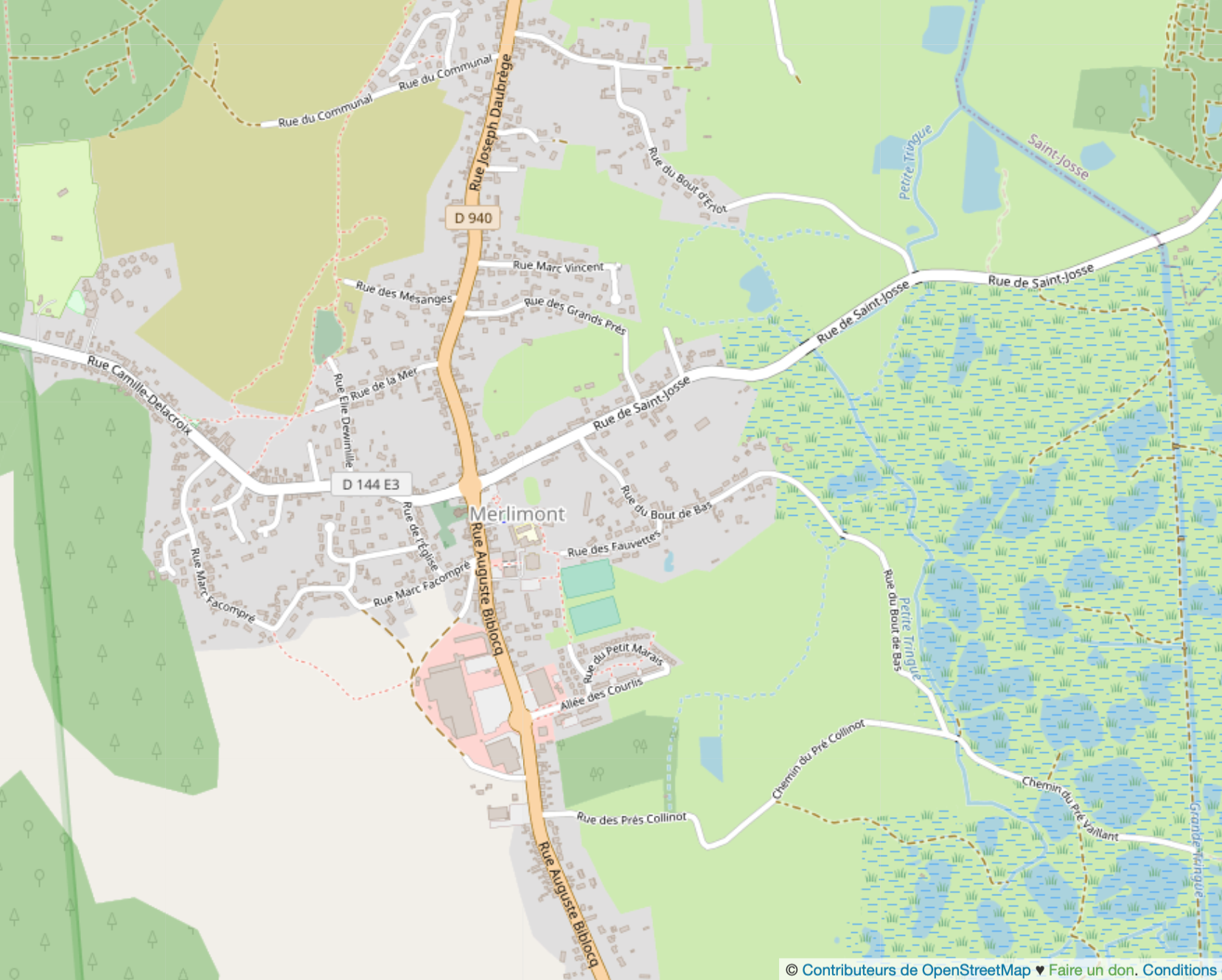
Les voies du centre de la commune.
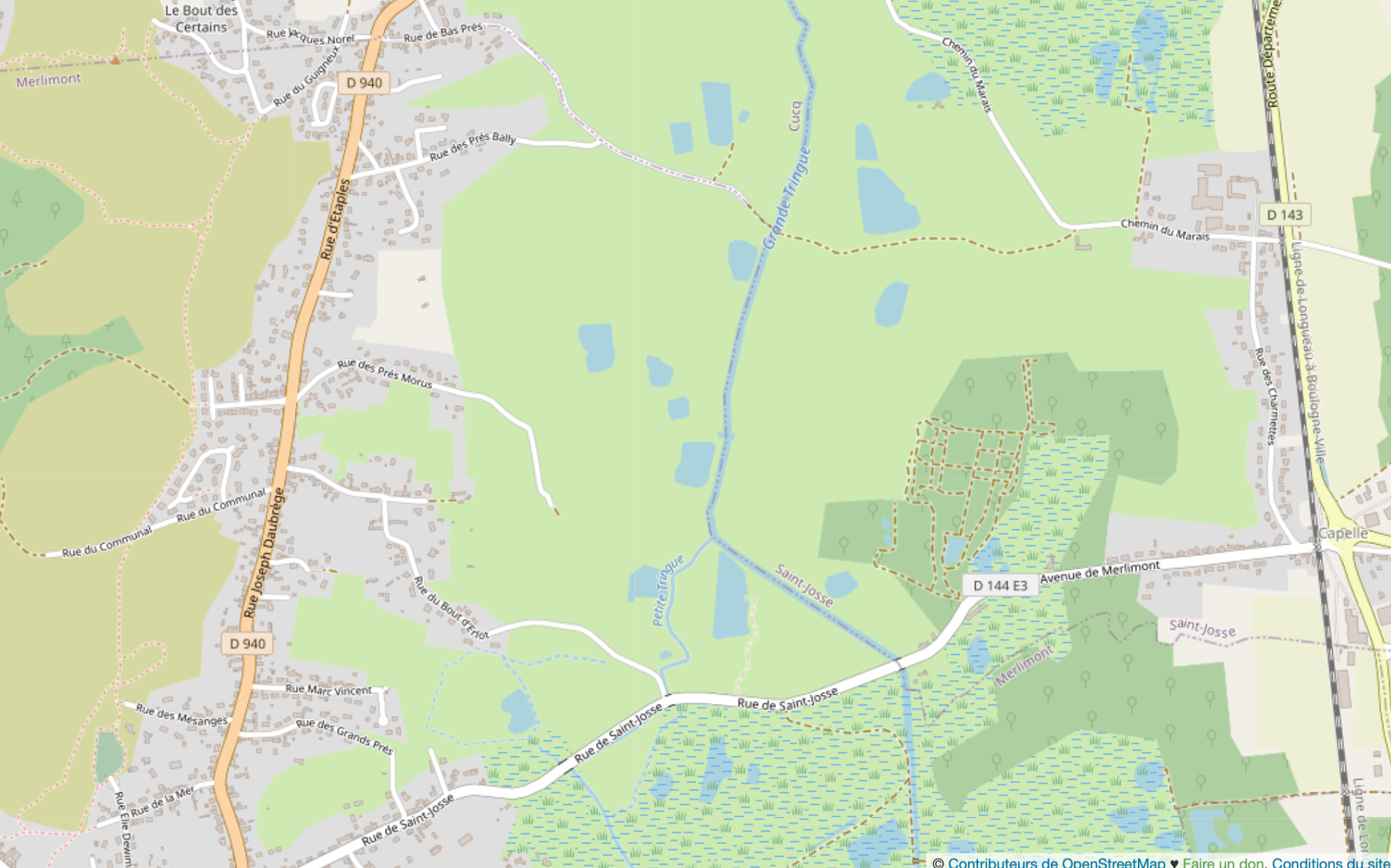
Les voies au nord de la commune.
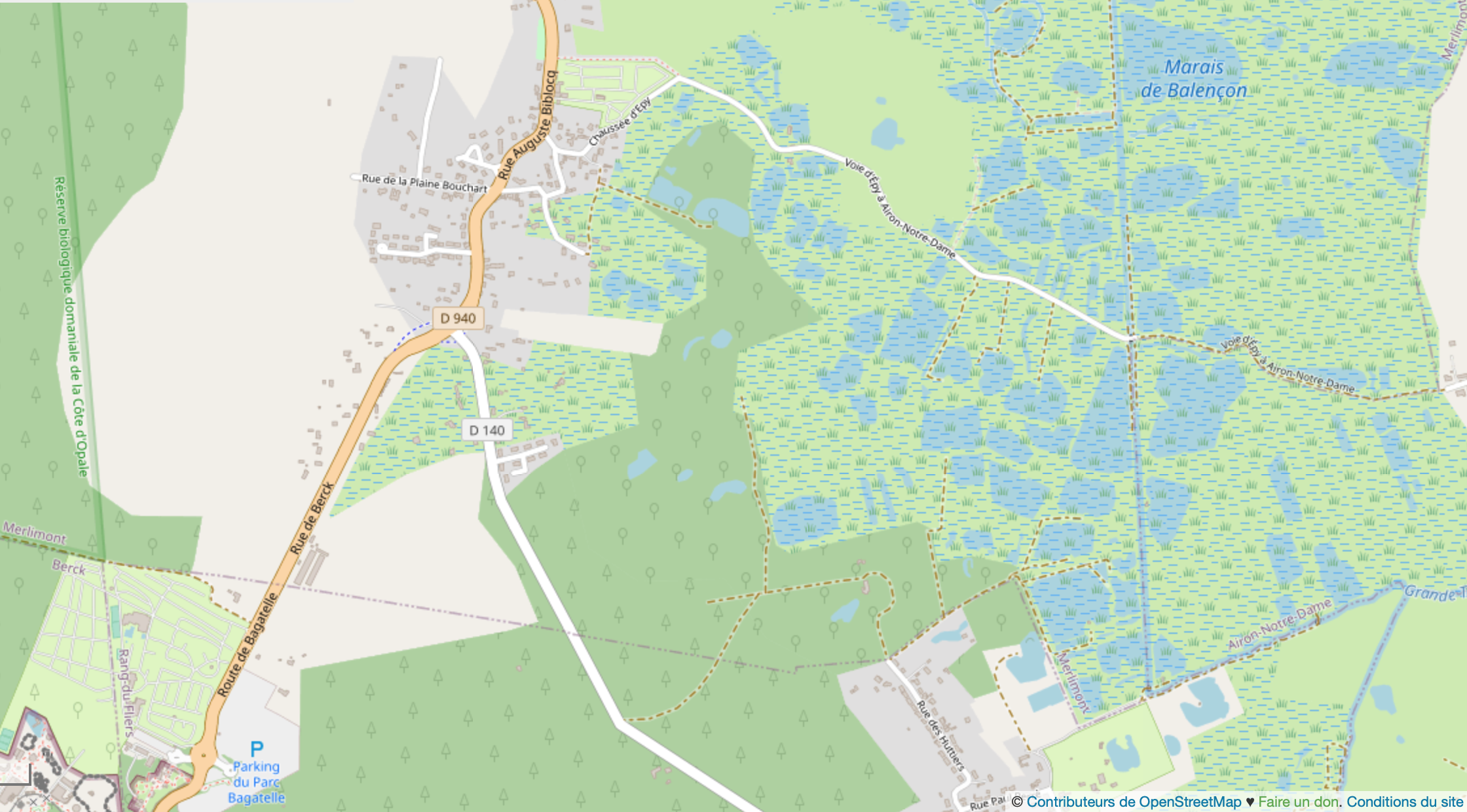
Les voies au sud de la commune.
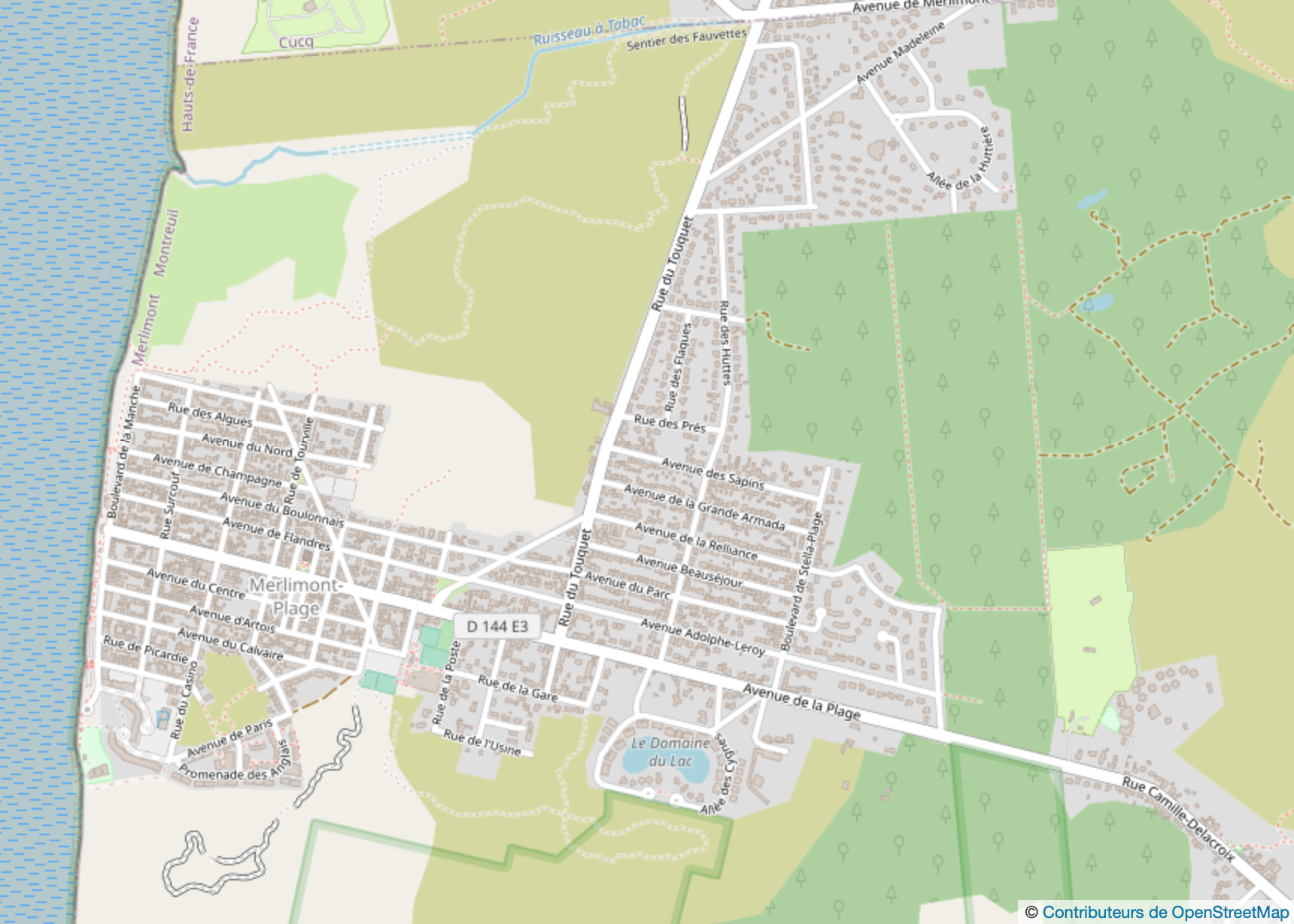
Les voies de Merlimont-Plage.

### Risques naturels et technologiques
Le risque sismique est « très faible » sur l'ensemble du territoire communal (zone 1 sur 5 du zonage mis en place en mai 2011), la majorité des communes du Pas-de-Calais étant en risque « faible » (zone 2 sur 5).
Les centrales nucléaires françaises les plus proches, productrices de la grande majorité de l'électricité fournie à la commune, sont celles de Gravelines et Penly (chacune à environ 60 km au nord et au sud), à noter que la centrale de Dungeness, en Angleterre, est située à 69 km.

## Toponymie
Le nom de la localité est attesté sous les formes Mellemont (1253), Mellimont (1369), Merlimont-lez-Saint-Josse-sur-la-Mer (1464), Merlymont (1479), Meelimont (1559), Merlimont (XVIIIe siècle),.
Ernest Nègre donne comme origine toponymique l'oïl mesle, melle « nèfle », ayant subi l'attraction de merle, suivi du suffixe -mont évoquant la topographie du lieu.

## Histoire

### Moyen Âge
Merlimont se trouvait sur la dune de Guigneux et formait avec Berck, Épy et Verton, une enclave d'Artois dans le comté de Ponthieu, et qui, bénéficiait de privilèges et d'exemption du comté.
Le domaine de Merlimont relevait du comté de Ponthieu et de la châtellenie de Beaurain. Les comtes de Saint-Pol en étaient les propriétaires à la fin du XIIe siècle. Jeanne de Fiennes l'eut en douaire avec son mariage avec Jean de Chatillon (1343) et leur fille, Mahaut de Châtillon, porta Merlimont dans la maison de Luxembourg. Guy de Luxembourg, comte de Ligny et de Saint-Pol, laisse pour héritier messire Walleran, dont la succession passe à sa sœur Jeanne, comtesse d’Orgières. L'héritier de Jeanne, son neveu Pierre de Luxembourg eut un fils, Jacques, seigneur de Merlimont, mort en 1487.

### Temps modernes
Au début du XVIe siècle, à la suite de terribles tempêtes, les habitants sont obligés de se déplacer un peu plus vers l'intérieur, à proximité d'une chapelle desservie par les moines de Saint-Josse.
Nicolas de Werchin, sénéchal du Hainaut, servit aveu de la seigneurie de Merlimont au comte de Rœulx, châtelain de Beaurain en 1509. Il la possédait du chef de sa femme, Yolande de Luxembourg. Il exerce la haute, la moyenne et la basse justice. Il possède en outre les marais de Balançon et les garennes entre Berck et Cucq. Dans les comptes rendus rapportés à Nicolas de Werchin, on trouve les noms de famille comme Jehan Noel dit le Secq, Jehan Noiret dit l'aîné, Jehan Guillebert dit le breton, Jehan Guillebert dit le muet, Gardin Paillette, Jehan de Fauquembergue, Jean de la Wascongne, Colart Bouchard…
Isabeau de Werchin (Isabelle de Barbençon-Werchin), héritière de La Hestre et de Merlimont, fille de Nicolas de Werchin et de Yolande de Luxembourg-Ligny, épouse Jean de Trazegnies, Charles de Trazegnies, un descendant, vend la baronnie de Merlimont à Claude Bernaut mais sa cousine germaine, Marguerite d'Argenteau en fait le retrait lignager, le 9 avril 1593 pour la somme de 3 820 livres.
Marguerite d'Argenteau, devenue baronne de Merlimont, épouse messire Robert de Forceville, chevalier, qui, après que le roi Henri III ait donné la vicomté de Merlimont, par lettres du mois d'août 1578, à Jérôme de Fertin afin de récompenser ses services militaires, devient vicomte de Merlimont après avoir racheté ses lettres à Flour de Fertin le 20 octobre 1625, les descendants de Robert de Forceville prirent les titres de baron et de vicomte de Merlimont. Ses descendants prirent les titres de barons et de vicomte de Merlimont. La révolution de 1789 les dépouilla de la plus grande partie de leur domaine, le reste fut aliéné en 1859. Le moulin de Forceville et le crocq de monsieur, où la tradition veut qu'ils aient eu leur château, sont les seuls souvenirs des anciens seigneurs de Merlimont.

### Révolution française et Empire
Merlimont, qui était rattachée à la paroisse de Cucq, est érigée en commune lors de la nouvelle organisation territoriale issue de la loi du 14 décembre 1789 après la Révolution française.

### Époque contemporaine

#### LeXIXesiècle
Un lazaret est établi en 1843 à Merlimont et une société est fondée dont le but est de secourir tous les naufragés du littoral de l'arrondissement de Montreuil.
Dans la deuxième moitié du XIXe siècle, les garennes de Merlimont, soit un peu plus de 800 ha, sont la propriété du comte Ernest de la Haye.

#### LeXXesiècle
Vers 1900, les héritiers du comte Ernest de la Haye vendent une partie des garennes à Cesare Trezza di Musella, promoteur et président de la chambre de commerce italienne à Paris, officier de l'ordre national de la Légion d'honneur. Celui-ci, après avoir fondé une société immobilière, crée un lotissement composé de parcelles qu'il propose à la vente, les premiers chalets sont construits.

##### Première Guerre mondiale

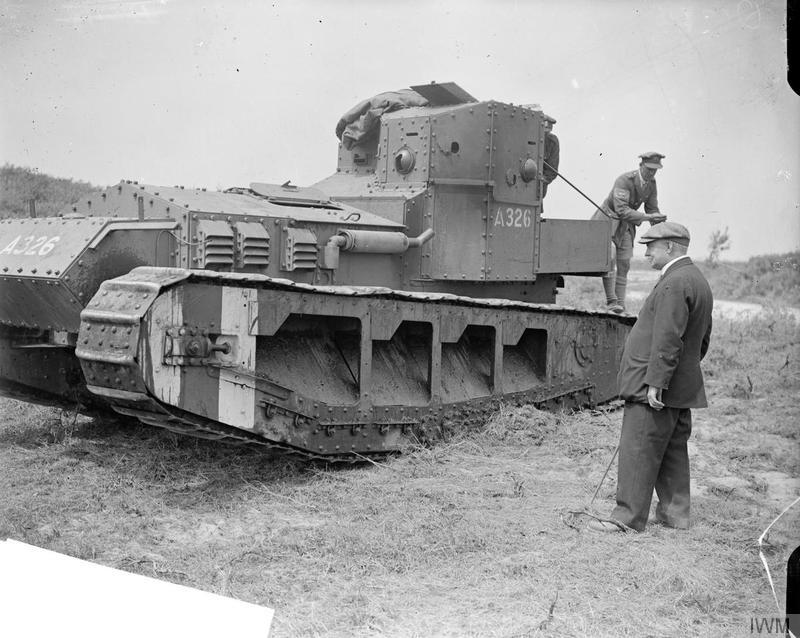
Le premier ministre de Terre-Neuve à Merlimont.

Pendant la Première Guerre mondiale, Merlimont voit l'installation, en 1917, par les anglais, d'une école de tanks (Tank Corps Gunnery School), celle-ci est située sur la droite de la route qui va de Merlimont à Merlimont-Plage et le terrain d'entraînement est situé dans les dunes, entre Merlimont et le Touquet-Paris-Plage. Des batteries anglaises sont installées entre l'église et la mer, et tirent en direction de Stella-Plage pendant les exercices des chars. Le Premier ministre de Terre-Neuve, Edward Patrick Morris (en) vient visiter le site en juillet 1918. Une fois la guerre finie, les Anglais laissent un tank au carrefour de Merlimont et de la route de Berck, les canons de ce tank ont servi à la décoration du monument aux morts de la commune. Un camp de prisonniers est également installé à proximité de la gare de l'ancienne ligne de chemin de fer de Berck à Paris-Plage. Un champ d'aviation est aussi créé par les Anglais, au lieu-dit Bellevue, à la sortie de Merlimont, sur la route de Berck. C'est à peu près à cet endroit que sera établi le champ d'atterrissage de la ligne Paris-Londres qui amènera, les touristes anglais, au Touquet-Paris-Plage avant l'ouverture, en 1936, de l'aéroport du Touquet-Paris-Plage,.

## Politique et administration

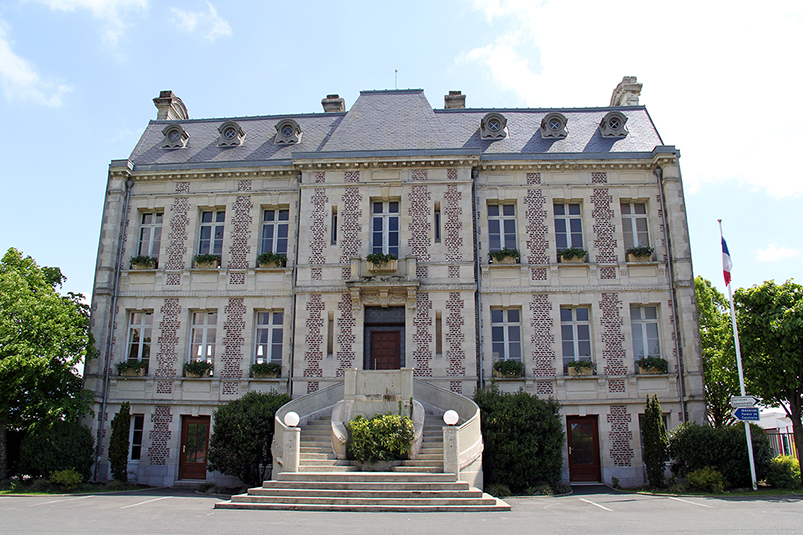
La mairie.

### Découpage territorial
La commune se trouve dans l'arrondissement de Montreuil du département du Pas-de-Calais.

#### Commune et intercommunalités
Merlimont est membre, depuis le 1er janvier 2017, de la communauté d'agglomération des Deux Baies en Montreuillois (CA2BM) dont le siège est basé à Montreuil-sur-Mer.

#### Circonscriptions administratives
La commune fait partie du canton de Montreuil, depuis la loi du 22 décembre 1789 reprise par la constitution de 1791, qui divise le royaume (la République en septembre 1792), en communes, cantons, districts et départements. Dans le cadre du redécoupage cantonal de 2014 en France, elle est à nouveau rattachée au canton d'Étaples, qui est alors modifié, passant de 19 à 15 communes.

#### Circonscriptions électorales
Pour l'élection des députés, la commune fait partie, depuis 1986, de la quatrième circonscription du Pas-de-Calais.

### Élections municipales et communautaires
Le conseil municipal  de Merlimont, commune de plus de 1 000 habitants, est élu au scrutin proportionnel de liste à deux tours (sans aucune modification possible de la liste), pour un mandat de six ans renouvelable. Compte tenu de la population communale, le nombre de sièges à pourvoir lors des élections municipales de 2020 est de 23. Les 23 conseillers municipaux, issus de la liste conduite par Mary Bonvoisin, sont élus au premier tour avec un taux de participation de 36,94 %.
Dans les communes de 1 000 habitants et plus, les conseillers sont élus au suffrage direct à la fois pour un mandat de conseiller municipal et pour un mandat de conseiller communautaire. Les 3 sièges attribués à la commune au sein de la CA2BM sont élus dès le premier tour et issus de la liste menée par Mary Bonvoisin (LR).
- Maire sortant : Mary Bonvoisin (Les Républicains)
- 23 sièges à pourvoir au conseil municipal (population légale 2022  : 3348 habitants)
- 3 sièges à pourvoir au conseil communautaire (CA des Deux Baies en Montreuillois)

|                          |                          |                          |              |              |        |        |  |  |  |
| Tête de liste            | Tête de liste            | Liste                    | Premier tour | Premier tour | Sièges | Sièges |  |  |  |
| Tête de liste            | Tête de liste            | Liste                    | Voix         | %            | CM     | CC     |  |  |  |
|                          | Mary Bonvoisin           | LR                       | 1 007        | 88,57        | 23     | 3      |  |  |  |
|                          |                          |                          |              |              |        |        |  |  |  |
| Votes valides            | Votes valides            | Votes valides            | 1 007        | 88,57        |        |        |  |  |  |
| Votes blancs             | Votes blancs             | Votes blancs             | 52           | 4,57         |        |        |  |  |  |
| Votes nuls               | Votes nuls               | Votes nuls               | 78           | 6,86         |        |        |  |  |  |
| Total                    | Total                    | Total                    | 1 137        | 100          | 23     | 3      |  |  |  |
| Abstention               | Abstention               | Abstention               | 1 941        | 63,06        |        |        |  |  |  |
| Inscrits / participation | Inscrits / participation | Inscrits / participation | 3 078        | 36,94        |        |        |  |  |  |

#### Liste des maires
| Période      | Période                    | Identité                            | Étiquette       | Qualité |
| ------------ | -------------------------- | ----------------------------------- | --------------- | --- |
| mai 1945     | mai 1953                   | Joseph Daubrège                     |                 | |
| mai 1953     | mars 1965                  | Marc Facompré                       | SFIO            | Inspecteur des Postes et télécommunications |
| mars 1965    | janvier 1988               | Albert-Raymond Guilbert (1915-1988) |                 | Directeur d'école Décédé en fonction |
| février 1988 | mars 2001                  | Guy Paillard, (1930-2018)           |                 | Dirigeant d'une entreprise de menuiserie, maire honoraire Premier adjoint au maire (1983 → 1988) Chevalier de l'Ordre national du Mérite (2006) |
| mars 2001    | mars 2016,                 | Jean-François Rapin,                | RPR puis UMP-LR | Médecin généraliste Adjoint au maire (1995 → 2001) Sénateur du Pas-de-Calais (2016 → ) Conseiller régional du Nord-Pas-de-Calais (2004 → 2015) Conseiller régional des Hauts-de-France (2015 → ) Vice-président de la CC Mer et Terres d'Opale (2014 → 2016) Démissionnaire à la suite de sa désignation comme sénateur |
| avril 2016   | En cours (au 29 mars 2022) | Mary Bonvoisin                      | LR              | Assistante sociale scolaire, Ancienne première adjointe au maire d'Étaples (2008) Vice-présidente de la CA des Deux Baies en Montreuillois (2017 → ) Élue à la suite d'une élection municipale partielle Réélue pour le mandat 2020-2026,                                                                               |

### Instances de démocratie participative
La commune met en place, en 2023, un conseil communal des jeunes (CCJ) composé de sept enfants.

### Jumelage
La commune de Merlimont n'est jumelée avec aucune ville.

## Équipements et services publics

### Eau et déchets

#### Prélèvements en eau et usages
En 2018, la commune a prélevé 1 676 m3, d'origine à 100 % souterraine.

#### Services en production et distribution d'eau potable, assainissement collectif, assainissement non collectif
La Communauté d'agglomération des Deux Baies en Montreuillois (CA2BM) est compétente en matière de gestion, production et distribution de l'eau potable de la commune en gestion délégué, elle gère également l'assainissement collectif en gestion délégué et l'assainissement non collectif géré en régie.
Sur le territoire de la commune de Cucq, au bord de la Canche et proche du pont d'Étaples, se trouve la station d'épuration qui traite, depuis le début des années 1980, les eaux usées de la commune, du Touquet, d’Étaples et de Cucq, soit deux millions de mètres cubes traités puis rejetés dans le milieu naturel. Cette station a bénéficié d'importants travaux de modernisation de 2007 à 2009, pour améliorer la qualité des eaux de la Canche et du bord de mer, et est dimensionnée pour supporter l'afflux de touristes en période estivale,.

#### Tarifs de l'eau
au 1er janvier 2020 les tarifs sont les suivants :
- Eau potable, pour une facture de 120 m3, le m3 est facturé 1,98 euro.
- Assainissement collectif, pour une facture de 120 m3, le m3 est facturé 3,43 euros.
- Assainissement non-collectif, pour un diagnostic de bon fonctionnement et d'entretien, le montant facturé est de 100 euros[91].

#### Gestion des déchets
La gestion des déchets est organisée par la CA2BM.
La commune est à proximité des déchèteries de Berck (5 km) et de Verton (6 km).
Un site de compostage est situé à Cucq (4 km) dont le maître d'ouvrage est Agriopale Services.

### Espaces publics
La commune est labellisée « 3 fleurs » au concours des villes et villages fleuris.

### Enseignement
La commune de Merlimont est située dans l'académie de Lille.
La ville administre deux écoles communales du primaire : l'école élémentaire avec 142 élèves (2021) et l'école maternelle Opaline avec 75 élèves (2021).

### Espaces publics
Sur le plan touristique, deux niveaux de classement sont prévus pour les communes qui développent une politique touristique sur leur territoire. Le premier niveau se matérialise par l’obtention de la dénomination en « commune touristique » et délivrée par un arrêté préfectoral pris pour une durée de cinq ans. Le second niveau, plus élevé que le premier, se matérialise par le classement en « station classée de tourisme », attribué par décret pour une durée de douze ans.
La commune de Merlimont est labellisée commune touristique.

### Postes et télécommunications
La commune dispose d'un bureau de poste situé au no 77 rue Auguste-Biblocq.
Depuis début août 2020, dans le cadre d'un programme co-financé par l'Union européenne, un nouveau service de Wi-Fi public « WIFI4UE_MERLIMONT » est opérationnel sur la commune et disponible aux endroits suivants :
- Poste de secours (plusieurs bornes seront déployées sur toute la digue une fois les travaux de réhabilitation du front de mer terminés) ;
- Place de la Chapelle, près du bureau d’informations touristiques ;
- Place de la Gare, près du skate parc avec une extension dans la salle polyvalente ;
- Verger à côté de la bibliothèque (face aux entrées des écoles) ;
- Place du commerce ;
- Place de la Haye, à côté du city stade[100],[101].

### Santé
Les Merlimontois bénéficient des services du centre hospitalier de l'arrondissement de Montreuil (CHAM), situé à Rang-du-Fliers, à 10 km de Merlimont. Cet établissement né en 1980 s'est agrandi depuis, particulièrement en septembre 2009. Il s'est étendu sans cesse et offre aujourd'hui plus de 900 lits et places.

### Justice, sécurité, secours et défense

#### Justice
La commune relève du tribunal de proximité de Montreuil-sur-Mer, du tribunal judiciaire de Boulogne-sur-Mer, de la cour d'appel d'Amiens et de Douai, du tribunal pour enfants de Boulogne-sur-Mer, du conseil de prud'hommes de Boulogne-sur-Mer, du tribunal de commerce de Boulogne-sur-Mer et du tribunal paritaire des baux ruraux de Boulogne-sur-Mer, Calais et Montreuil.

#### Sécurité
La commune dispose : 
- d'une police municipale, dont les bureaux sont situés à la mairie.
- d'une brigade de gendarmerie, au no 100 allée des Courlis, dont le territoire de compétence comprend les communes : Airon-Notre-Dame, Airon-Saint-Vaast, Colline-Beaumont, Conchil-le-Temple, Cucq, Groffliers, Saint-Aubin, Saint-Josse, Tigny-Noyelle, Verton, Waben[104],[105],[106].

#### Secours
La commune est à proximité du centre d'incendie et de secours (CIS) de Berck (7 km).

## Population et société

### Démographie
Les habitants de la commune sont appelés les Merlimontois et ceux qui y sont nés les Ménomes.

#### Évolution démographique
L'évolution du nombre d'habitants est connue à travers les recensements de la population effectués dans la commune depuis 1793. Pour les communes de moins de 10 000 habitants, une enquête de recensement portant sur toute la population est réalisée tous les cinq ans, les populations de référence des années intermédiaires étant quant à elles estimées par interpolation ou extrapolation. Pour la commune, le premier recensement exhaustif entrant dans le cadre du nouveau dispositif a été réalisé en 2004.

En 2022, la commune comptait 3 348 habitants, en évolution de +1,45 % par rapport à 2016 (Pas-de-Calais : −0,72 %, France hors Mayotte : +2,11 %).
| 1793 | 1800 | 1806 | 1821 | 1831 | 1836 | 1841 | 1846 | 1851 |
| ---- | ---- | ---- | ---- | ---- | ---- | ---- | ---- | ---- |
| 640  | 651  | 694  | 812  | 851  | 870  | 765  | 756  | 759  |

| 1856 | 1861 | 1866 | 1872 | 1876 | 1881 | 1886 | 1891 | 1896 |
| ---- | ---- | ---- | ---- | ---- | ---- | ---- | ---- | ---- |
| 743  | 753  | 715  | 747  | 728  | 693  | 664  | 681  | 650  |

| 1901 | 1906 | 1911 | 1921 | 1926 | 1931 | 1936 | 1946 | 1954  |
| ---- | ---- | ---- | ---- | ---- | ---- | ---- | ---- | ----- |
| 632  | 681  | 718  | 771  | 825  | 893  | 920  | 776  | 1 037 |

| 1962  | 1968  | 1975  | 1982  | 1990  | 1999  | 2004  | 2006  | 2009  |
| ----- | ----- | ----- | ----- | ----- | ----- | ----- | ----- | ----- |
| 1 095 | 1 310 | 1 619 | 1 832 | 2 212 | 2 606 | 2 896 | 2 994 | 3 092 |

| 2014  | 2019  | 2022  | - | - | - | - | - | - |
| ----- | ----- | ----- | - | - | - | - | - | - |
| 3 289 | 3 401 | 3 348 | - | - | - | - | - | - |

#### Pyramide des âges
En 2018, le taux de personnes d'un âge inférieur à 30 ans s'élève à 28,5 %, soit en dessous de la moyenne départementale (36,7 %). À l'inverse, le taux de personnes d'âge supérieur à 60 ans est de 34,6 % la même année, alors qu'il est de 24,9 % au niveau départemental.
En 2018, la commune comptait 1 638 hommes pour 1 736 femmes, soit un taux de 51,45 % de femmes, légèrement inférieur au taux départemental (51,50 %).
Les pyramides des âges de la commune et du département s'établissent comme suit.
| Hommes | Classe d’âge | Femmes |
| ------ | ------------ | ------ |
| 0,5    | 90 ou +      | 1,0    |
| 7,5    | 75-89 ans    | 9,5    |
| 25,3   | 60-74 ans    | 25,4   |
| 21,4   | 45-59 ans    | 20,5   |
| 15,1   | 30-44 ans    | 16,8   |
| 14,5   | 15-29 ans    | 12,2   |
| 15,7   | 0-14 ans     | 14,7   |

| Hommes | Classe d’âge | Femmes |
| ------ | ------------ | ------ |
| 0,5    | 90 ou +      | 1,6    |
| 5,6    | 75-89 ans    | 8,9    |
| 16,7   | 60-74 ans    | 18,1   |
| 20,2   | 45-59 ans    | 19,2   |
| 18,9   | 30-44 ans    | 18,1   |
| 18,2   | 15-29 ans    | 16,2   |
| 19,9   | 0-14 ans     | 17,9   |

### Manifestations culturelles et festivités
La commune propose, tout au long de l'année, différentes animations et festivals : le Festi'Vintage, en avril, expositions de véhicules anciens, de cartes postales anciennes… ; le Festi'Nature, en mai, animations autour de la nature ; la Complice, en août, course nature chronométrée semi-nocturne en solo ou duo mixte ; le Festi'Moules, en septembre, repas et dégustations rythmée par des concerts ; le Festi'Sport, en octobre, animations et initiations autour du sport traditionnel et du sport adapté au handicap ; le Festi'Gaming, en novembre, salon du retrogaming avec des espaces de jeux vidéo anciens et récents, du cosplay, des tournois de jeux vidéos.

### Sports et loisirs

#### Sports nautiques

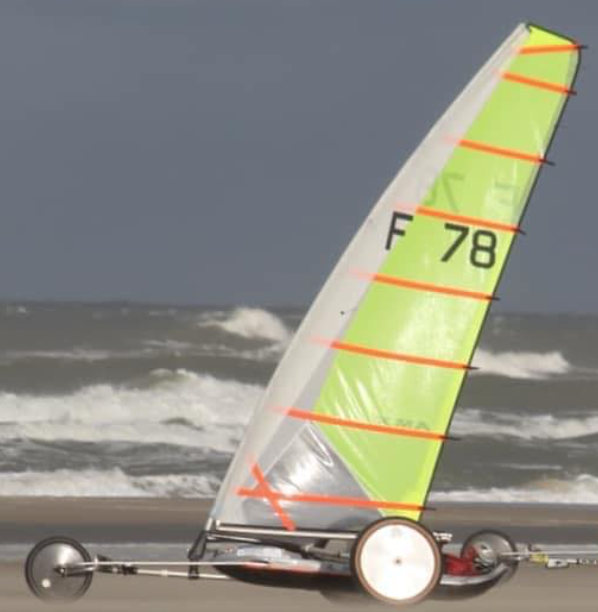

La commune, avec son front de mer et sa vaste plage, est naturellement tournée vers les sports nautiques qui sont organisés par le « club nautique de Merlimont ». Celui-ci offre la possibilité de pratiquer de nombreuses activités comme le bateau, la pêche, le scooter des mers, le kayak de mer, le paddle, le pédalo mais surtout avec l'activité, qui a fait connaître Merlimont, le char à voile, activité qui a commencé dans la première moitié du XXe siècle. L'histoire de ce sport a commencé, à Merlimont, avec Henry Demoury qui s'y installe, comme constructeur de char à voile, dans les années 1920,.

#### Autres sports
La commune propose différentes activités, sportives et de détentes, associatives : le « Tennis club de Merlimont », rue de la Station, avec trois courts extérieurs et un court couvert, qui organise 2 tournois dans l’année ; le « Football Club de Merlimont » au stade municipal rue des Fauvettes ; les arts martiaux et self-défense avec l'« Aiki-Jujutsu » et le kick-boxing et self-défense avec le « Team Bdt », salle Noémie Dufour rue de la Vieille-Place.

#### Loisirs
La commune de Merlimont est voisine du parc d'attractions Bagatelle, plus vieux parc français, qui existe depuis 1955, composé de 34 attractions et qui s'étend sur 26 hectares, parc situé sur la commune de Rang-du-Fliers. Ce parc a attiré 316 000 personnes en 2018.

#### Sentiers pédestres
- le sentier des aubépines
- le sentier du Cochevis[119]
- le sentier de la dune parabolique, proche d'un site classé, en 2006, zone de protection spéciale (ZPS) du réseau Natura 2000 de l'inventaire national du patrimoine naturel (INPN)[42]
- le sentier des fauvettes
- le sentier de la forêt[119]
- le sentier des marais de Balençon, sur le site classé, en 1991, zone de protection spéciale (ZPS) du réseau Natura 2000 de l'inventaire national du patrimoine naturel (INPN)[120]
- le parcours sportif[119].

Le sentier de grande randonnée GR 120 ou GR littoral (partie du sentier européen E9 allant du Portugal à l'Estonie et la Russie), appelé aussi sentier des douaniers, traverse la commune en longeant la côte.
Trois PR (Promenades & Randonnées) traverse la commune, le premier, venant du nord, rejoint le GR 120 à Merlimont-Plage, le second, du nord au sud, passe par le centre de Merlimont au lieu-dit le Bout de Haut et le troisième, passe également par le centre la commune, au lieu-dit le Bout de Bas, ces deux derniers, via le hameau d'Épy, rejoignent la commune d'Airon-Notre-Dame.

#### Pistes cyclables
La piste cyclable « La Vélomaritime », partie côtière française de la « Véloroute de l’Europe - EuroVelo 4 », qui relie Roscoff en France à Kiev en Ukraine sur 5 100 km, est en projet pour la traversée de la commune et doit relier les pistes cyclables, déjà existantes, au nord de Stella-Plage et celles au sud de Merlimont,.

### Vie associative
La commune dispose d'une grande diversité d'associations : 
- En extérieur :   « Amicale Des Estivants », jeu de boules ; « Bollaert Boys », organisation de déplacement pour supporteurs du Racing Club de Lens ; Le « Fishing Club », pour la pêche en mer ; le « Quiller Club », jeu de quilles ; « Randopale », organisation de randonnées ; « Société De Chasse » ; « 11' Carapate », pour visiter, découvrir, déguster, s’évader et voyager ;
- En intérieur : « Les Amis de Merlimont » pour le plaisir d'être ensemble et rompre la solitude ; « L'Atelier Citoyen » dont le but est de réunir des citoyens pour s’informer, débattre et agir dans une optique citoyenne et solidaire en relation avec des sujets de société ; « Bien Vivre Son Corps », cours de gymnastique ; « Cousu Main », aide et conseil dans les travaux de couture ; « Country Line Dancers », danse en ligne ; « Cybert Point », initiation et plaisirs de l’informatique ; « Danza Salsa », cours de danse cubaine ; « Effet Mer », troupe de théâtre amateur ; « L’Échiquier Merlimontois », jeu d'échecs ; « Loisir et Créativité », travail de la faïence, du grès, de la porcelaine et peinture ; « Merlimont Passion » pour partager une idée ou un projet ; « Où Sont Mes Clefs ? », aide aux personnes atteintes de la maladie d'Alzheimer ; « Profil Sport », différentes techniques de gymnastique ;
- En extérieur et intérieur : « Les Amis de La Chapelle », conservation, animation et rayonnement de la chapelle Notre-Dame-des-Anges ; « Les Anciens Combattants » ; « club d’astronomie Equinoxe » ; « Manifest'action », promouvoir et aider à l’organisation de manifestations locales[118].

### Cultes
La commune dispose de deux lieux de culte, l'église Saint-Nicolas, rue Auguste Biblocq, à Merlimont et l'église Notre-Dame-des-Anges, avenue de la plage, à Merlimont.
Le territoire de la commune est rattaché à la paroisse de la « Sainte Famille en terre d'Opale » au sein du doyenné de Berck-Montreuil, dépendant du diocèse d'Arras. Ce doyenné couvre 68 communes.

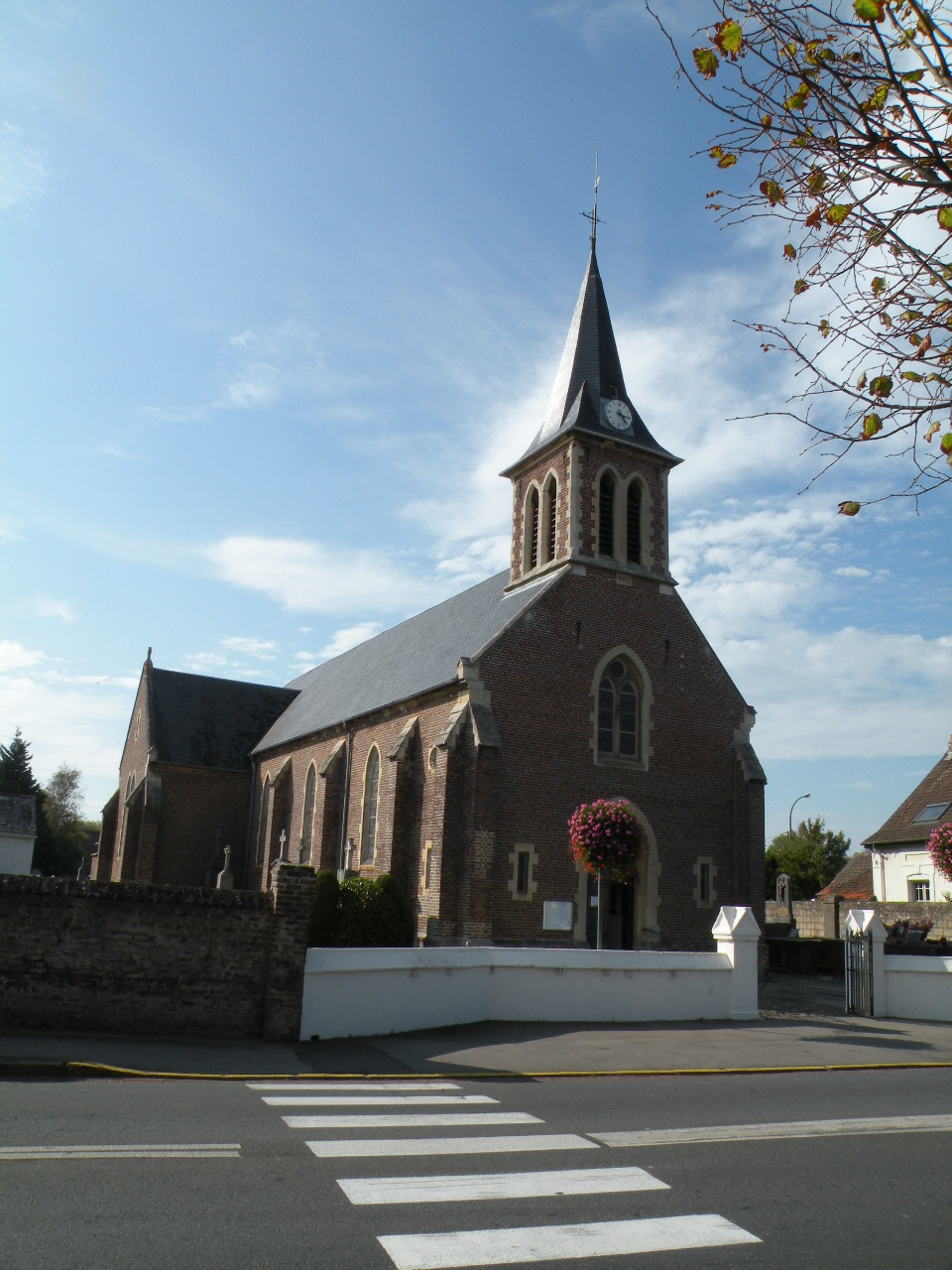
L'église Saint-Nicolas.
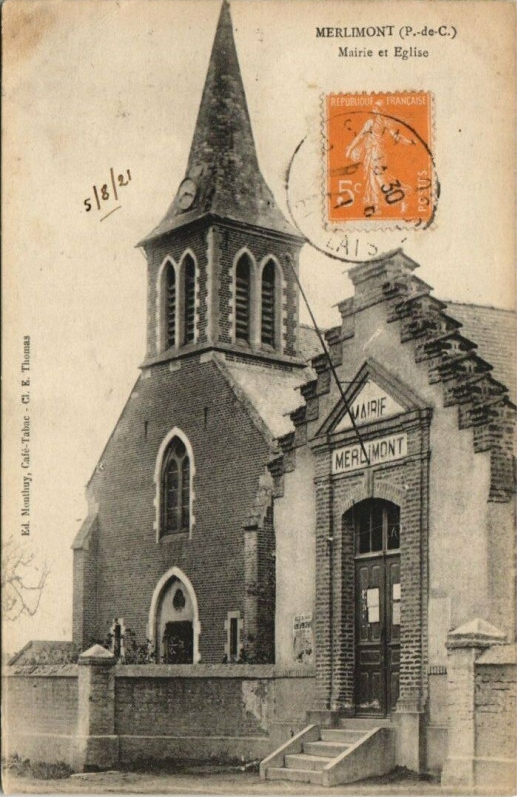
L'église et la mairie en 1921.
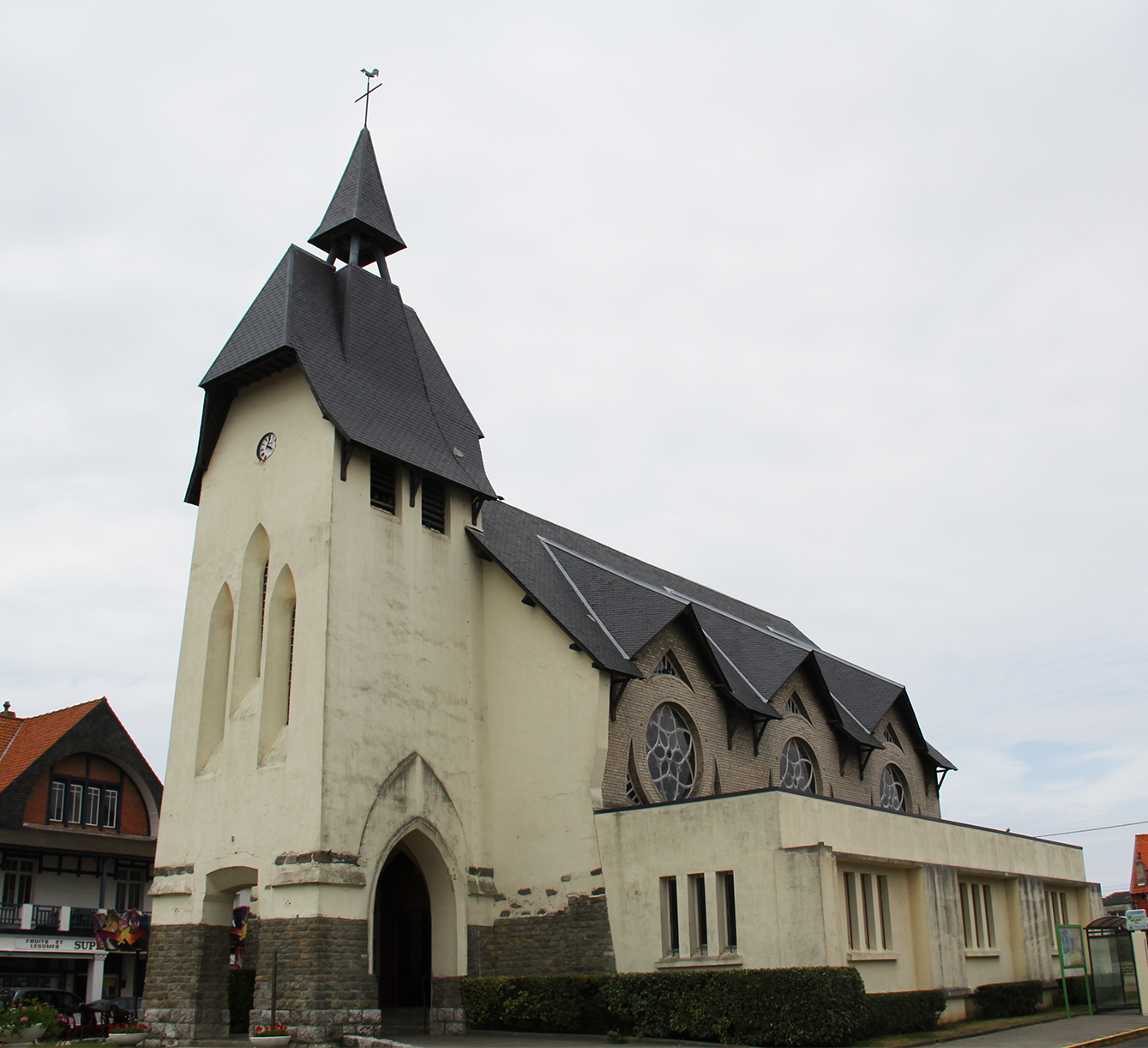
L'église Notre-Dame-des-Anges.
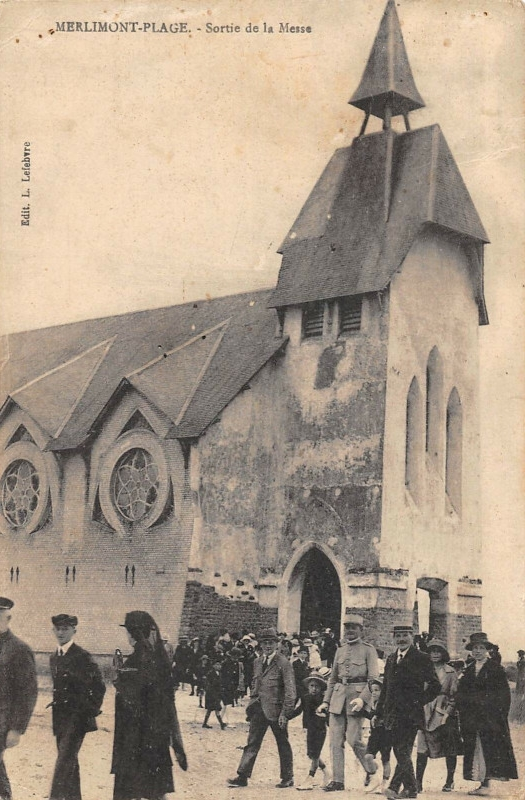
L'église de Merlimont-plage vers 1920.
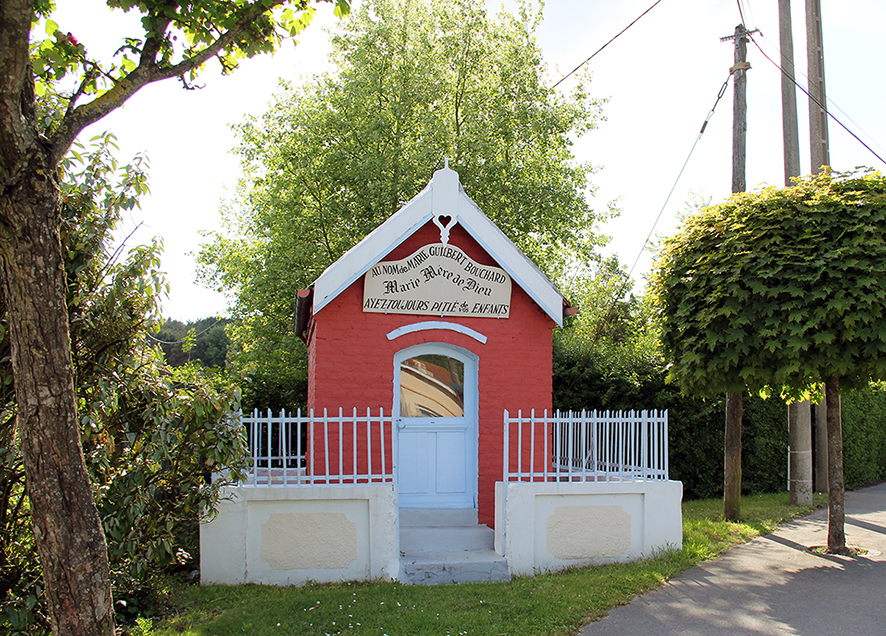
La chapelle.
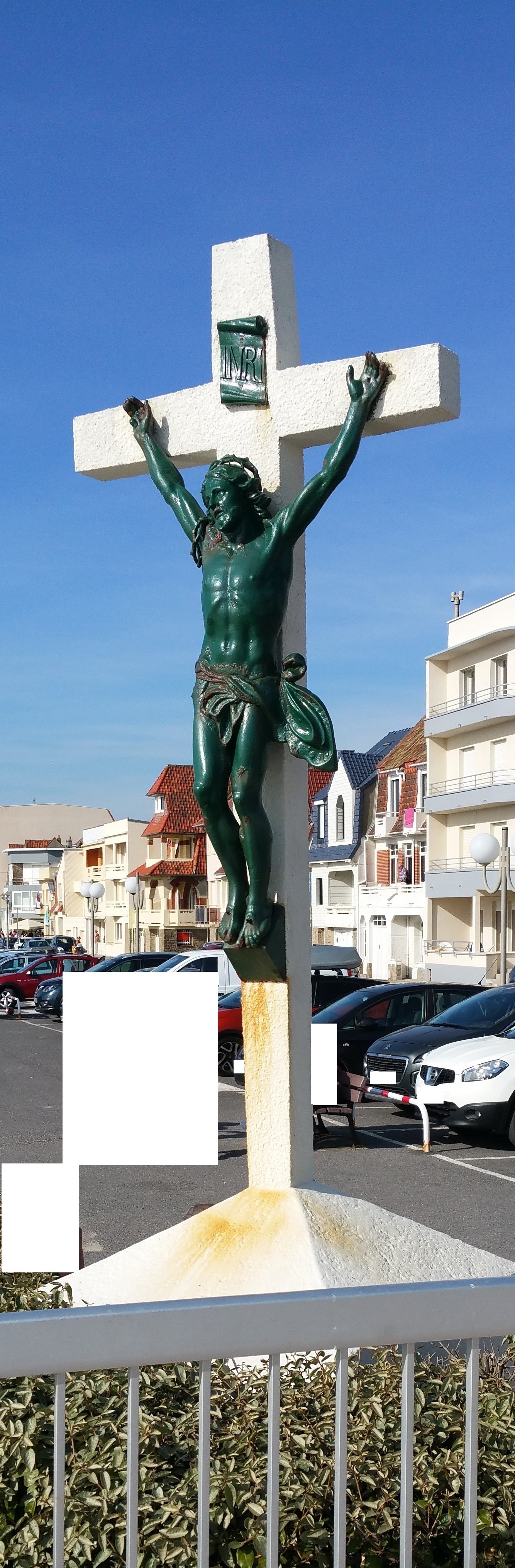
Le calvaire.

La première église de Merlimont, annexe de Cucq, était bâtie dans le marais entre Capelle et Merlimont, mais elle tombe en ruine pendant la révolution française, ce qui oblige les habitants d'aller aux office de la paroisse de Cucq. Une ordonnance du 25 septembre 1825 érige une chapelle grâce aux dons de la population, Mgr le Dauphin et par la duchesse de Berry. L'abbé Cauwet, nommé en 1856, entreprend de la remplacer. La première pierre de l'église est posée le 6 juin 1869 par M. Boulanger, curé-doyen de Saint-Jacques d'Amiens. Elle est consacrée le 8 mai 1872 par Mgr Lequette.

### Médias
Le quotidien régional La Voix du Nord publie une édition locale pour le Montreuillois.
La commune est couverte par les programmes de France 3 Nord-Pas-de-Calais. Jusqu'en 2014, on pouvait également recevoir les programmes d'Opal'TV. Actuellement, la commune est également couverte par BFM Grand Littoral.

## Économie

### Revenus de la population et fiscalité
En 2021, la commune compte 1 810 ménages fiscaux, regroupant 3 787 personnes.
Le revenu fiscal médian par ménage, le taux de pauvreté des ménages et la part des ménages fiscaux imposés de la commune, du département du Pas-de-Calais et de la métropole sont les suivants :
- le revenu fiscal médian par ménage de la commune est de 23 960 €, supérieur à celui du département du Pas-de-Calais (20 720 €) et supérieur à celui de la France métropolitaine (23 080 €)[Insee 7],[Insee 8],[Insee 9] ;
- le taux de pauvreté des ménages de la commune est de 10 %, de 18,4 % au niveau du département et de 14,9 % au niveau de la métropole[Insee 10],[Insee 11],[Insee 12] ;
- la part des ménages fiscaux imposés dans la commune est de 59 %, de 44,1 % au niveau du département et de 53,4 % au niveau de la métropole[Insee 7],[Insee 8],[Insee 9].

### Emploi
|                       | 2010   | 2015   | 2021   |
| --------------------- | ------ | ------ | ------ |
| Commune               | 12,6 % | 14,4 % | 11,9 % |
| Département           | 11,3 % | 13,7 % | 11,2 % |
| France métropolitaine | 11,6 % | 13,7 % | 11,7 % |

En 2021, la population âgée de 15 à 64 ans s'élève à 1 974 personnes, parmi lesquelles on compte 73,0 % d'actifs (64,3 % ayant un emploi et 8,7 % de chômeurs) et 27,0 % d'inactifs,. En 2021, le taux de chômage communal (au sens du recensement) des 15-64 ans est supérieur à celui du département et supérieur à celui de la France métropolitaine.
La commune fait partie de la couronne de l'aire d'attraction de Berck, du fait qu'au moins 15 % des actifs travaillent dans le pôle,. Elle compte 804 emplois en 2021, contre 701 en 2015 et 662 en 2010. Le nombre d'actifs ayant un emploi résidant dans la commune est de 1 299, soit un indicateur de concentration d'emploi de 61,9 et un taux d'activité parmi les 15 ans ou plus de 51,2 %.
Sur ces 1 299 actifs de 15 ans ou plus ayant un emploi, 274 travaillent dans la commune, soit 21 % des habitants. Pour se rendre au travail, 89,7 % des habitants utilisent une voiture, un camion ou une fourgonnette, 1,3 % les transports en commun, 4,8 % s'y rendent en deux-roues motorisé, à vélo ou à pied et 4,3 % n'ont pas besoin de transport (travail au domicile).

### Entreprises et commerces

#### Agriculture
La commune est dans les « Bas-Champs Picards », une petite région agricole dans le département du Pas-de-Calais.
|               | 1988 | 2000 | 2010 | 2020 |
| ------------- | ---- | ---- | ---- | ---- |
| Exploitations | 10   | 7    | 1    | 0    |
| SAU (ha)      | 36   | 59   | 9    | 0    |

En 2020, plus aucune activité agricole, ayant son siège dans la commune, n'est recensée dans la commune,.
Un marché de plein-air hebdomadaire, en période hivernale (du 15 septembre au 30 juin), se déroule les vendredis, secteur plage, place de la Chapelle (au niveau de l'Office de Tourisme) et les samedis, secteur village, place de la Haye (route départementale) et en période estivale (du 30 juin au 15 septembre) tous les lundis et vendredis, place de la Gare (parking de la salle polyvalente).

### Tourisme

#### Hôtellerie, camping et autres hébergements collectifs
Au 1er janvier 2025, la commune dispose de trois campings totalisant 481 emplacements et de trois autres types d'hébergements collectifs totalisant 602 places de lit, mais ne dispose d'aucun hôtel.

## Culture locale et patrimoine

### Lieux et monuments

#### Constructions inscrites au patrimoine architectural du ministère de la Culture
- 12 constructions sont inscrites au patrimoine architectural du ministère de la Culture, 11 villas et une église, réalisées par les entrepreneurs Darroquy et Fleuret et par les architectes René Collard, Louis Quételart, Lucien Dufour et Robert Bonnefont :
  - Villa Belle Etoile, 4 boulevard de la Manche[131] ;
  - Villa Nic aux Flots, 13 avenue du Calvaire[132] ;
  - Villa Le Grelot, 65 avenue de Flandres et 19 avenue de Londres[133] ;
  - Villa Le Simoun, 24 avenue de Londres[134] ;
  - ensemble de sept maisons, au 4, 6, 8, 10, 12, 14 et 16 rue de Tourville[135] ;
  - Villa Nic'au Vent, 44 boulevard de la Manche[136] ;
  - Villa Providentia, 30 avenue d'Artois[137] ;
  - Villa Chaperon Rouge, 361 allée Madeleine[138] ;
  - Villa Les Vagues, 1 avenue du Centre[139] ;
  - L'église Notre-Dame-des-Anges, avenue de la Plage[140].

#### Autres constructions notables
- L'hôtel de ville.
- L'église Saint-Nicolas, rue Auguste-Biblocq.
- Le monument aux morts, réalisé par le sculpteur Jules Déchin et rénové en 2022. Situés de part et d’autre du monument se trouvent deux canons provenant d’un tank de type Marck IV, offerts par l’armée britannique à la fin de la Première Guerre mondiale. Une école de conducteurs de char était basée à Merlimont
- Le monument aux morts[141],[142].

#### Merlimont-Plage

Merlimont Plage
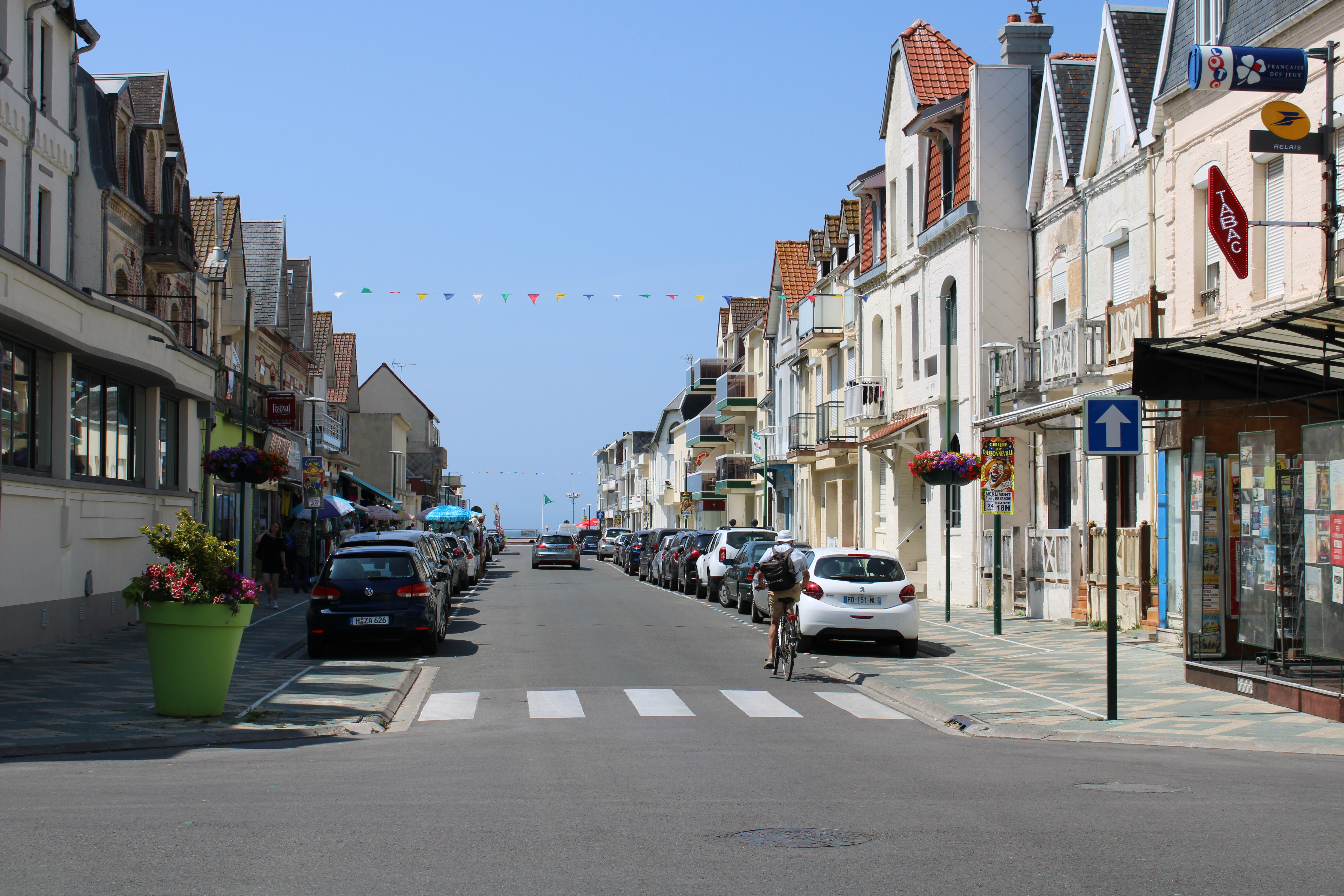
L'avenue de la plage.
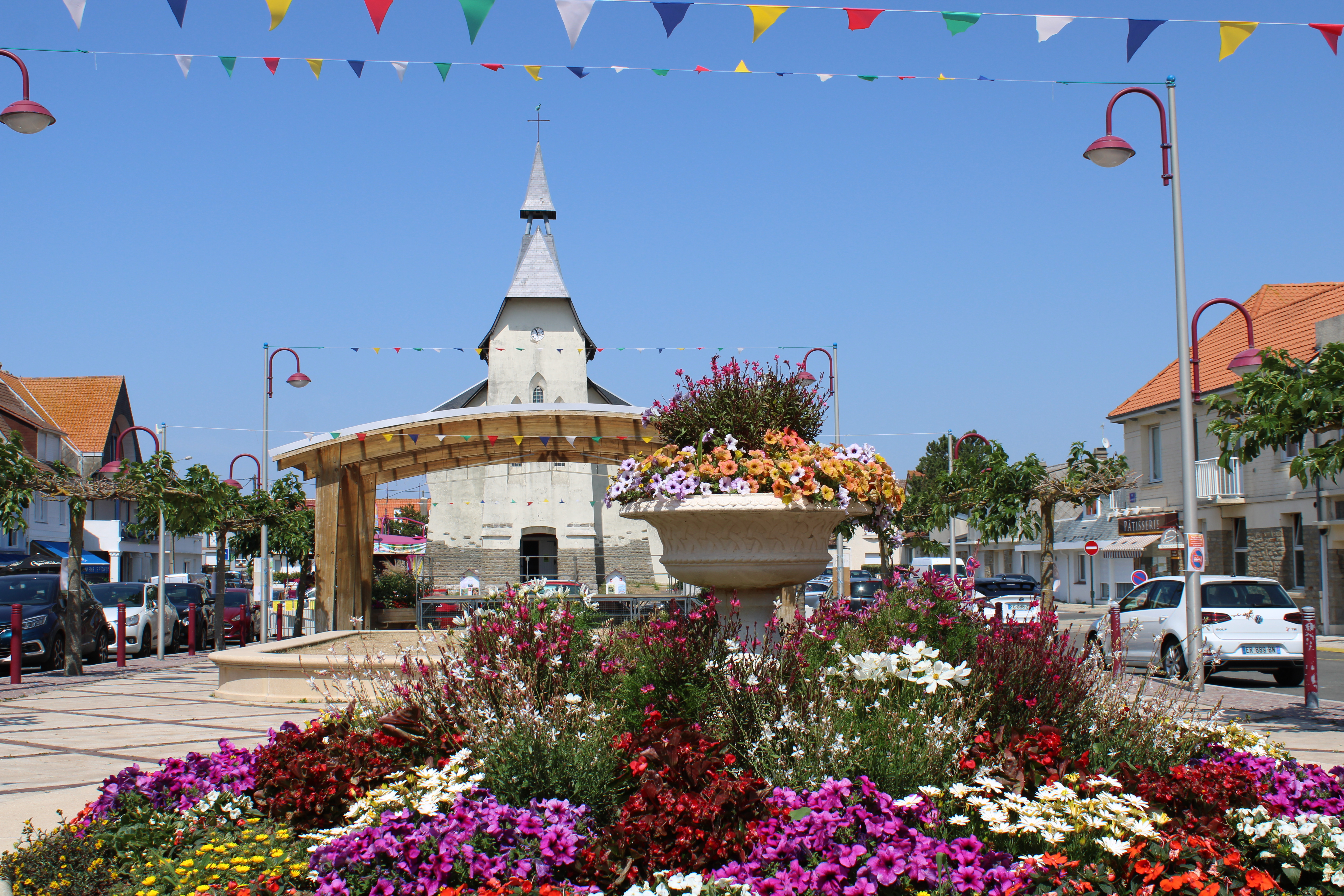
La place du marché et l'église.
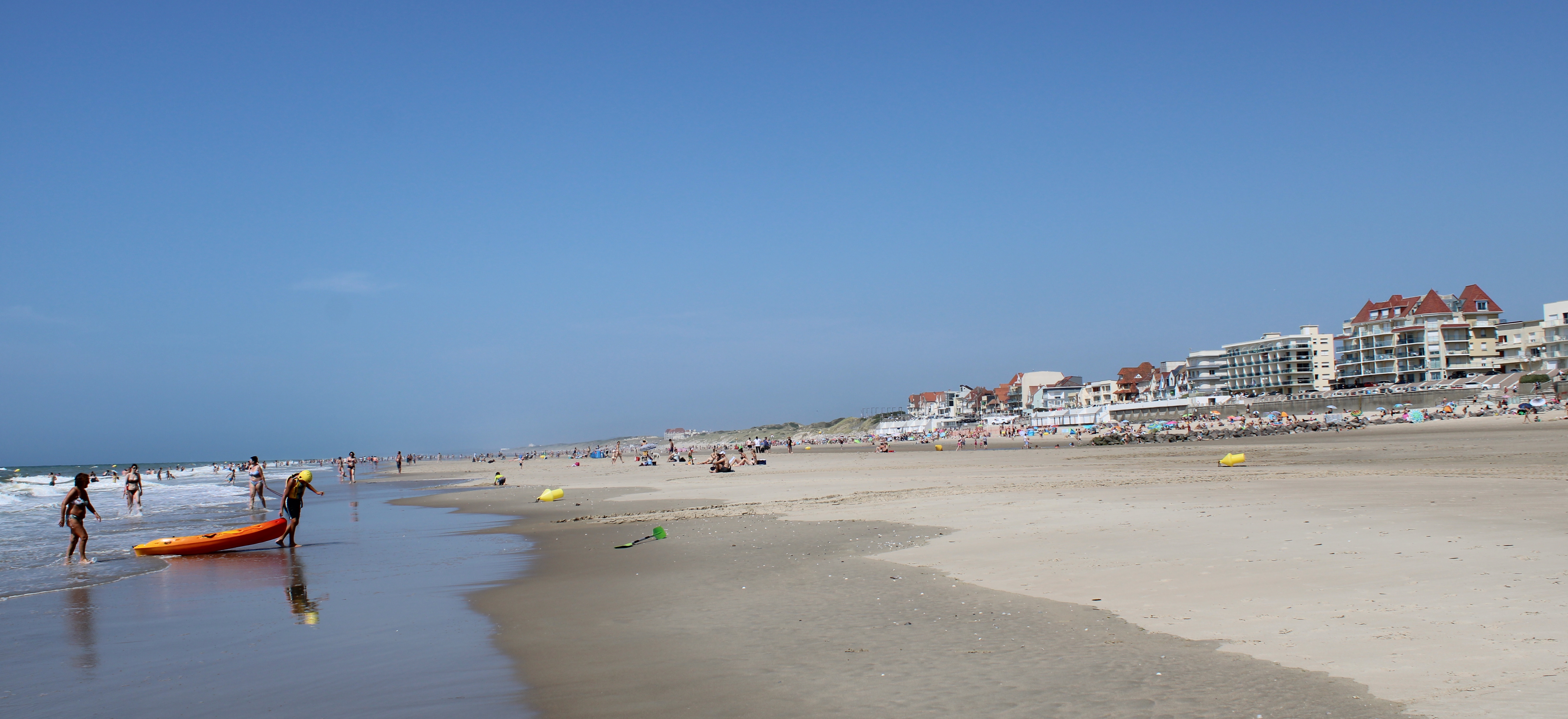
La plage à marée basse.
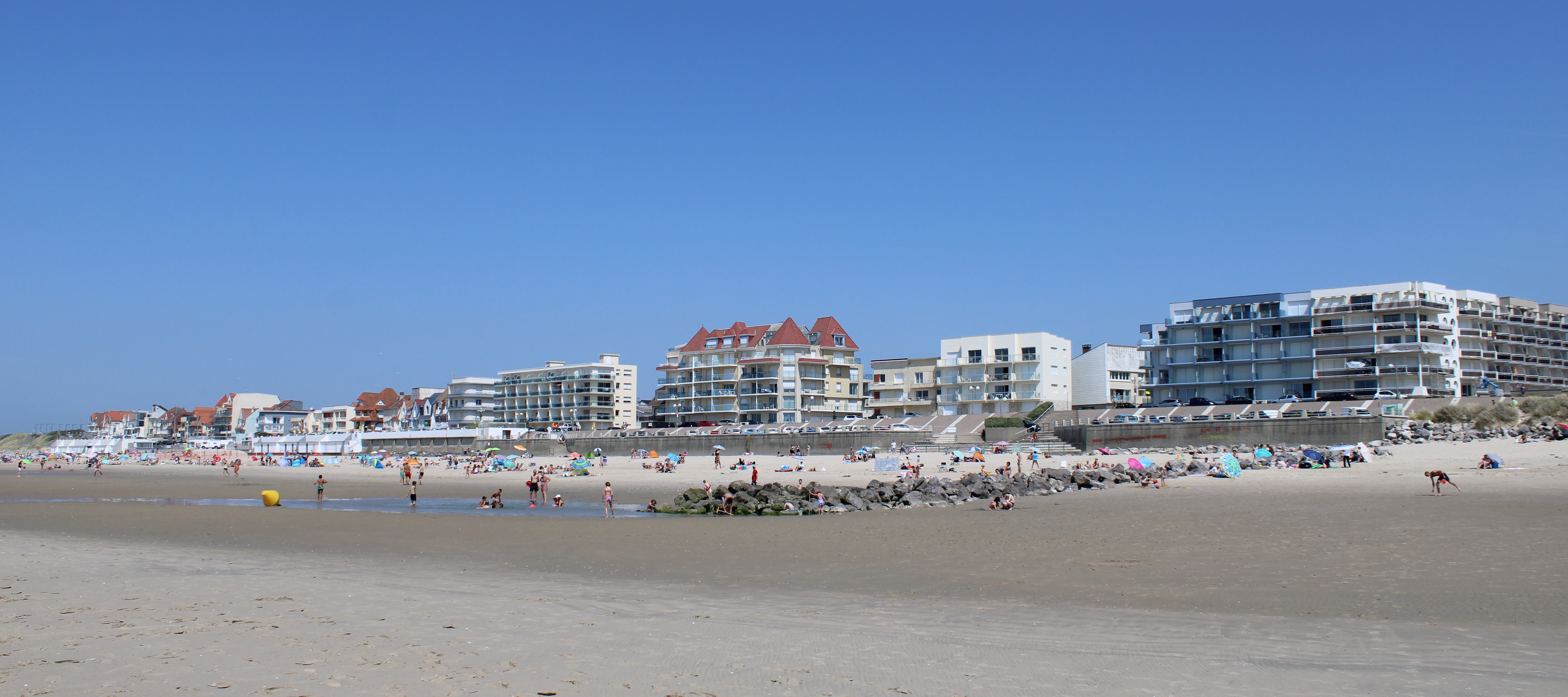
La plage et le boulevard de la Manche.
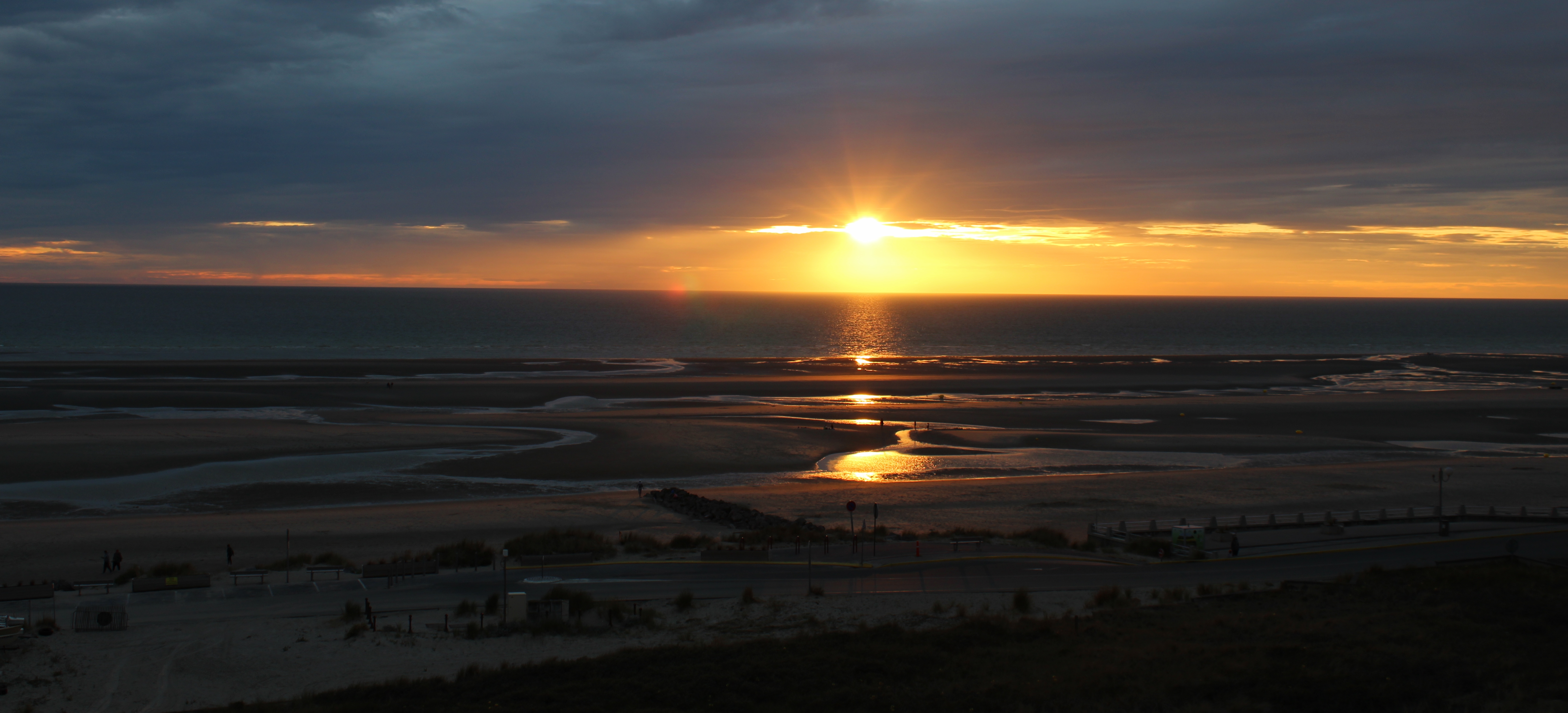
Coucher de soleil sur la plage de Merlimont.

#### Merlimont-Plage autrefois

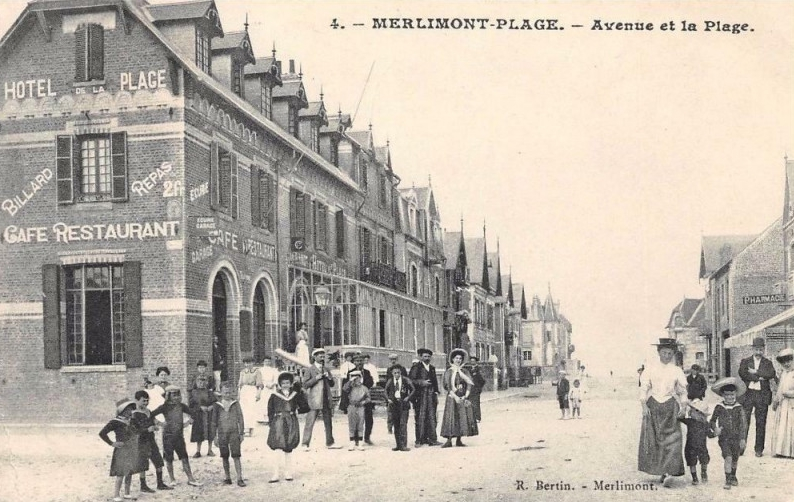
L'avenue de la plage vers 1910.
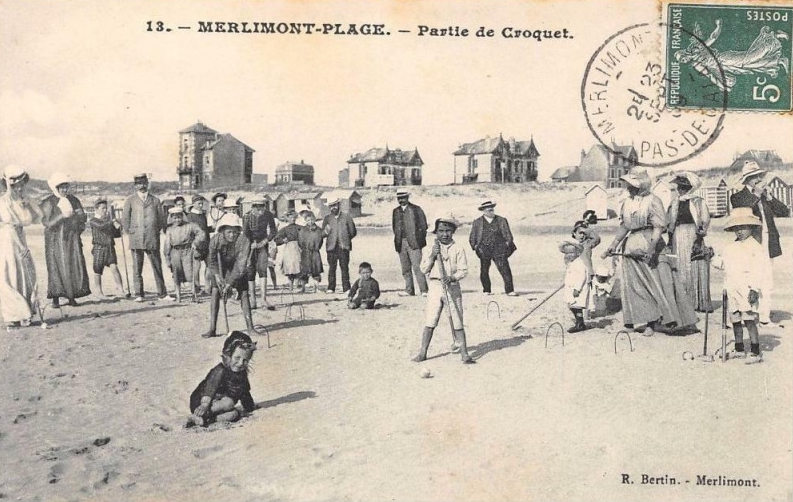
Partie de croquet sur la plage en 1909.
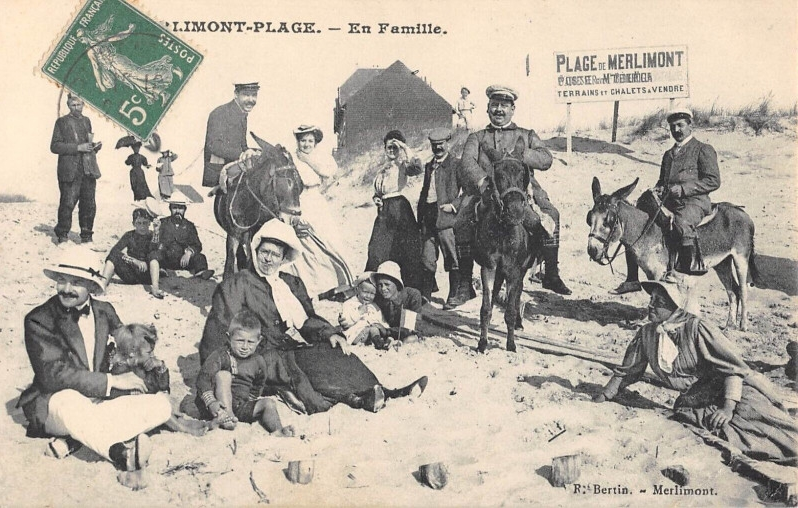
Sur la plage vers 1910.
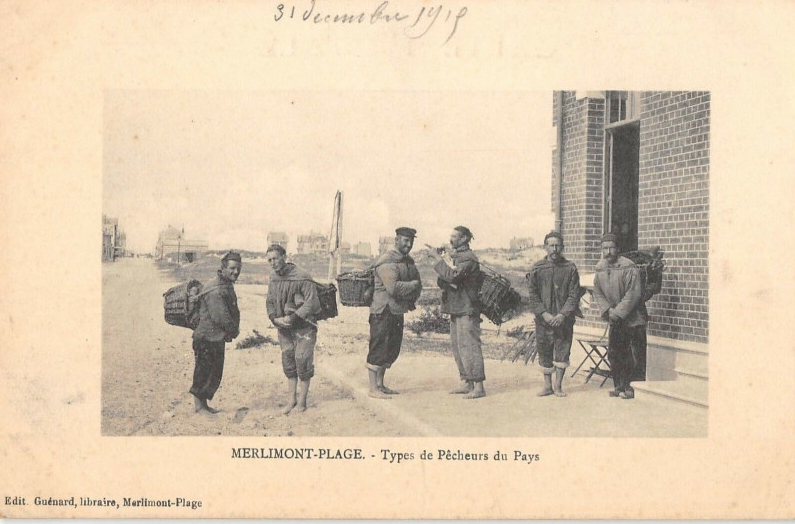
Pêcheurs au départ en 1915.
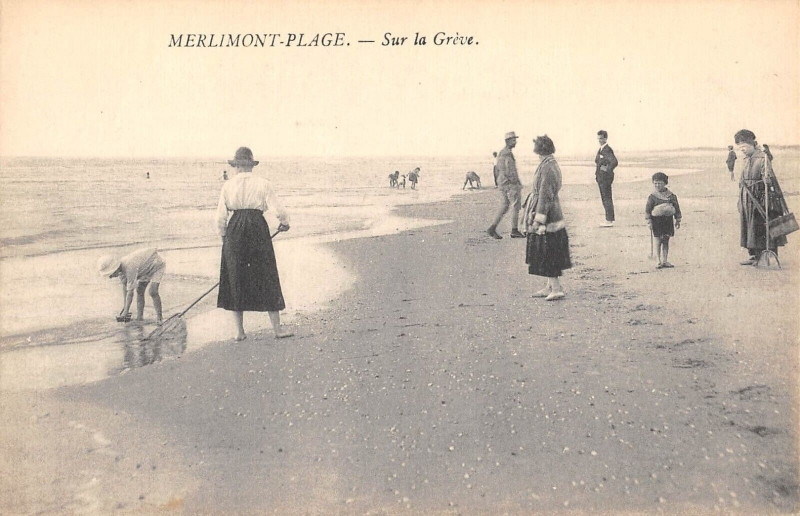
Sur la plage vers 1910.
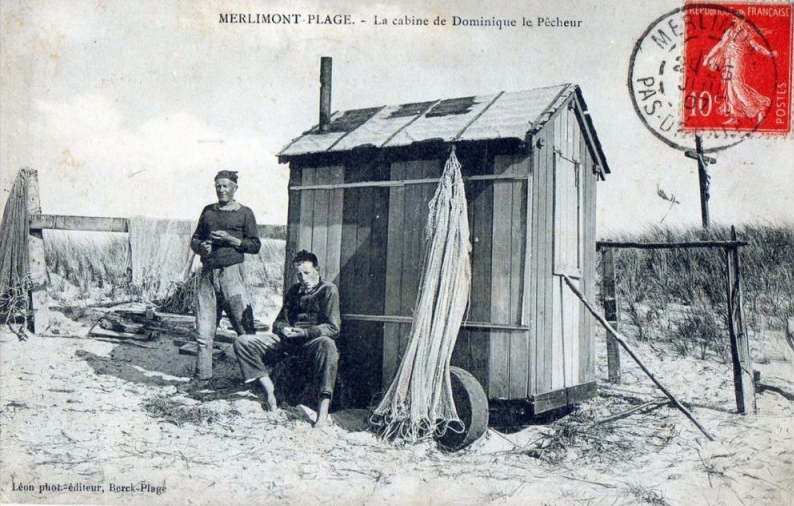
Cabane de pêcheur en 1907.
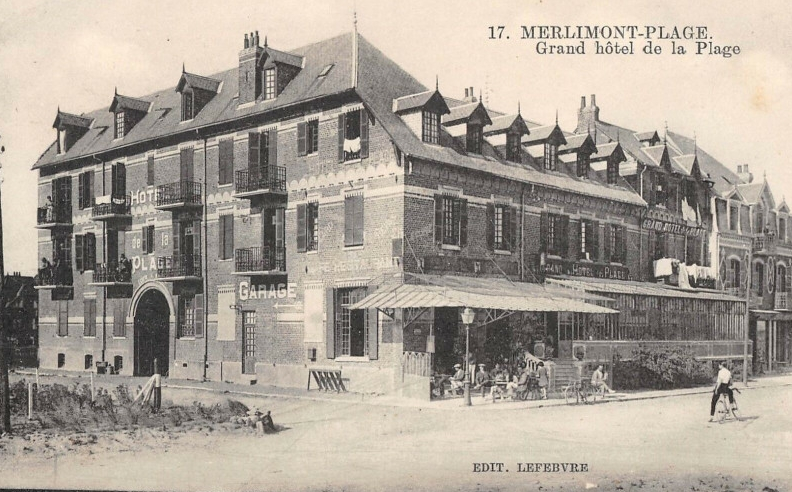
Le grand hôtel vers 1910.

### Patrimoine culturel
La commune dispose d'une bibliothèque municipale et d'une salle polyvalente, la salle Albert Guilbert.

### Merlimont dans les arts
Des scènes de films ont été tournées à Merlimont :
- 1959 : La Sentence, réalisé par Jean Valère avec Robert Hossein, Marina Vlady et Roger Hanin. Des scènes tournées sur la plage et l'avenue de la plage.
- 2011 : L'Étoile du jour, film réalisé par Sophie Blondy[143].
- 2020 : Petite Fille[143].
- 2022 : Les Braves, scènes de film en cours de tournage en 2021 à Merlimont, réalisé par Sébastien Betbeder[144].

### Personnalités liées à la commune
- Henri Fernoux (1842-1907), architecte parisien, une rue de la commune porte son nom ;
- Emmanuel Damoye (1847-1916), peintre français, Le Moulin de Merlimont, peint en 1879, collection du musée d'Orsay[145] ;
- Jules Déchin (1869-1947), sculpteur français, il a une résidence secondaire à Merlimont villa Providentia, avenue d'Artois, où il a un atelier. Il réalise le monument aux morts ainsi que deux statues, Jeanne d'Arc et Saint Louis de Gonzague, visible à l'église Notre-Dame-des-Anges de Merlimont-Plage[146] ;
- René Collard (1892-1950), architecte français installé à Merlimont, entre 1934 et 1938, qui réalise un ensemble de sept maisons formant une composition urbaine, au 4, 6, 8, 10, 12, 14 et 16 rue de Tourville[135].
- Jean-François Rapin (1966-), médecin, ancien maire de Merlimont, sénateur français, président de la Commission des Affaires européennes au Sénat.

### Héraldique
| Blason de Merlimont | Blason  | D'argent à cinq coquilles de gueules, à la champagne ondée d'azur. |
| Blason de Merlimont | Détails | Le statut officiel du blason reste à déterminer.                   |

## Pour approfondir

#### Bases de données, dictionnaires et encyclopédies
- Ressources relatives à la géographie :   - Insee (communes)
  - Ldh/EHESS/Cassini
- Ressource relative à plusieurs domaines :   - Annuaire du service public français
- Notices d'autorité :   - VIAF
  - BnF (données)
  - IdRef